# Luoghi de La Ruota del Tempo
Elenco di luoghi e ambientazioni citati nella serie di romanzi fantasy La Ruota del Tempo di Robert Jordan.

## Continenti e dimensioni

### Randland
Il termine Randland (o Terre Occidentali o Terre Bagnate, in opposizione al vicino ed arido Deserto Aiel) indica il continente sul quale si svolgono le principali vicende narrate nei romanzi. La Randland è un continente a clima temperato, che ricorda in parte l'Europa ed in parte il Nord America; è suddiviso in numerosi Stati indipendenti, ed inoltre vi sono molte zone un tempo popolate, ma che risultano ormai abbandonate. Nella creazione della società di questo continente, l'autore ha affermato di essersi ispirato all'Europa del XVII secolo.
Gli appunti e le mappe di Robert Jordan ci hanno lasciato una conoscenza della geografia della cosiddetta Randland abbastanza buona, ma nei libri del ciclo (che riportano sempre una mappa) non è stata segnata la scala. Comunque una scala compare nella mappa globale presente nella cosiddetta Guida, scritta da Teresa Patterson assieme a Robert Jordan (la Guida non è ancora stata tradotta in italiano ed il suo titolo originale è The World of Robert Jordan's The Wheel of Time); grazie ad essa, è stato ricavato che la Randland misura approssimativamente 5600 km da ovest a est e 4400 km da nord a sud, per un totale di circa ventiquattro milioni e seicentomila chilometri quadrati.
La Randland ha all'incirca una forma rettangolare (il lato ovest è decisamente bombato). A nord è separato dalle Terre Inaridite e dal monte di Shayol Ghul dalle Montagne di Dhoom, che corrono da ovest a est per 4200 km circa; si interrompono al Passo di Tarwin, all'angolo nord-est del continente, e riprendono per altri 50 km fino ai Passi di Nimph, dove si incrociano con la Dorsale del Mondo. Questa catena delimita Randland al suo lato est e lo separa dal Deserto Aiel; corre da nord a sud per circa 3500 km, interrotta solo dal Passo di Jangai, ed arriva all'angolo sud-est alle Terre Sommerse, alle città di Godan e Mayene. A sud Randland si affaccia sul Mare delle Tempeste (che ospita diverse isole: Cindalking, Qaim e le Isole del Popolo del Mare); a sud-ovest la costa, qui chiamata Costa dell'Ombra, compie una larga curva e, quando essa giunge all'altezza della grande isola di Tremalking, il Mare delle Tempeste cambia nome e diventa l'Oceano Aryth, che bagna tutta la costa ovest di Randland. L'Oceano contiene tre arcipelaghi, l'Aile Jafar, l'Aile Somera e l'Aile Dashar; la costa termina a nord-ovest nella landa denominata Fine del Mondo: a nord di essa, le Montagne di Dhoom si allungano in mare separando l'Oceano Aryth dal Mar Morto.
All'interno del continente, la catena montuosa più rilevante è quella delle Montagne di Nebbia: essa corre vicino alla costa occidentale di Randland, dalla città di Amador all'estremità meridionale fino al confine sud della Saldea a quella settentrionale. Ad ovest della catena, stretti tra essa e l'Oceano Aryth, si trovano diversi territori. Nella zona meridionale, di fronte all'Aile Jafar, si trova Tarabon, solcato dal fiume Andahar e dai suoi affluenti: le città più importanti di questo Stato sono Tanchico (la capitale, sulla foce dell'Andahar) ed Elmora. Nella fascia centrale si estende la Piana di Almoth, un tempo sede del regno omonimo, oggi contesa tra Tarabon e l'Arad Doman; la costa in questo punto forma una grande penisola, Capo Toman, che ospita la città portuale di Falme; alla stessa altezza, presso le Montagne di Nebbia, si trovano la città di Katar e il bosco di Paerish Swar. Nella zona settentrionale, solcata dai fiumi Akuum e Dhagon, si trova lo Stato dell'Arad Doman, la cui capitale, Bandar Eban, si trova su un piccolo promontorio alla foce dell'Akuum.  A sud-ovest, la Costa dell'Ombra è una terra disabitata.
Ad est di Tarabon si trova il regno di Amadicia, delimitato a nord-ovest dalle Montagne di Nebbia, a nord-est dal fiume Eldar e a sud dal suo affluente, lo Sharia; la capitale è la città di Amador, sede anche dei Figli della Luce. A nord dell'Amadicia si trova il Ghealdan, piccolo Stato solcato da un altro affluente dell'Eldar, il Boern; la capitale, Jehannah, si trova presso la sua sorgente. Ad est di Costa dell'Ombra, Amadicia e Ghealdan si trova l'Altara: a nord questo vasto Stato è dominato dal Muro di Garen e dal fiume Manetherendrelle, mentre al sud si trova una delle più vaste foreste di Randland (seconda solo forse all'Haddon Mirk), contenente il villaggio di Salidar; sulla costa si trova la capitale, Ebou Dar, alla foce dell'Eldar, su una penisola che con i Monti Venir forma la costa occidentale della Baia di Kabal. La costa orientale è invece formata dalla lunga penisola del regno di Illian; a nord questo Stato si estende un po' oltre la confluenza dei fiumi Cary e Shal nel Manetherendrelle, mentre a sud termina nel Mare delle Tempeste con la sua foce, che ospita la capitale Illian. A nord di Illian si trova il Murandy, solcato da vari affluenti del Manetherendrelle; sul maggiore di questi, lo Shorn, al centro del paese, si trova la capitale Lugard. Ad est di Illian si trovano le Piane di Maredo, una volta uno Stato ma oggi disabitate (tranne per la città-Stato di Far Madding) e contese tra Illian e Tear; a nord delle Piane e ad est del Murandy si trovano le Colline di Kintara, anch'esse una volta un regno ora scomparso. Sulla costa ad est delle Piane di Maredo si trova il regno di Tear, che si estende dal delta dell'Erinin (chiamato Dita del Drago) ad ovest fino alle Terre Sommerse ad est; le città più importanti sono Tear (la capitale, nelle Dita del Drago) e Godan (affacciata su un golfo a sud della Dorsale del Mondo). Dall'altra parte del golfo si trova Mayene, una città-Stato continuamente minacciata da Tear; a nord di Tear invece si trova il bosco di Haddon Mirk, delimitato ad est e ad ovest dalla Dorsale del Mondo e dall'Erinin e solcato da un affluente di quest'ultimo, il Tralel.
A nord di Ghealdan, Altara, Murandy e Colline di Kintara si trova il vasto regno di Andor, delimitato a ovest dalle Montagne di Nebbia, a est dall'Erinin e a nord dal corso dell'Arinelle, dalle Praterie di Caralain e dal Braem Wood. Nella parte occidentale si trovano la zona dei Fiumi Gemelli, la sorgente del Manetherendrelle e la cittadina di Baerlon; spostandosi ad est si incontrano i boschi tra il Manetherendrelle e l'Arinelle, sulle cui rive è nascosta la città disabitata di Shadar Logoth. Al centro di Andor l'Arinelle piega a sud, tagliando in due il regno, ed in questo punto sorge la città di Whitebridge; muovendosi ancora verso oriente si incontrano campagne e villaggi (come Quattro Re e Market Sheran) finché, nella parte orientale del regno, si trovano il Cary e la capitale, Caemlyn; appena oltre il confine est, sulla sponda occidentale dell'Erinin, si trova il villaggio di Aringill.
A nord-est di Caemlyn, un po' più a nord dell'Haddon Mirk, si trova il regno di Cairhien; esso è delimitato ad ovest dall'Erinin, a est dalla Dorsale del Mondo e a nord e a sud da due suoi prolungamenti (quello settentrionale chiamato Pugnale del Kinslayer). La parte occidentale è coperta di boschi, appendici del Braem Wood; a nord-est, in corrispondenza del Passo di Jangai, nasce il Gaelin, che si getta nell'Alguenya in corrispondenza della capitale, Cairhien; l'Alguenya a sua volta si tuffa nell'Erinin poco oltre il confine meridionale, presso Aringill.
A nord di Andor e Cairhien si trovano lande pressoché disabitate. Ad est delle Montagne di Nebbia si trovano terre senza nome: esse sono solcate dall'Arinelle ad ovest e da suoi affluenti (Ivo, Haevin) al centro, mentre a nord-est si trovano le Montagne Nere e a sud-est le Praterie di Caralain (sede un tempo di un regno ora estinto) e le propaggini settentrionali del Braem Wood. A est delle Montagne Nere si trovano territori boscosi, solcati dall'Erinin e dai suoi affluenti occidentali che scendono dalle Montagne (il principale è il Luan); la parte orientale di queste terre prende il nome di Hardan: un tempo era un regno, e la sua capitale era Harad Dakar, ma oggi vi si trovano solo fattorie sparse. Su un'isola dell'Erinin, presso un monte isolato (Montedrago) sorge l'unica città abitata della zona, Tar Valon, importantissima in quanto sede della Torre Bianca e delle Aes Sedai.
Ancora più a nord si trovano quattro regni che combattono l'avanzata della Grande Macchia proveniente da nord dal Tenebroso, le Marche di Confine. La Saldea è il più occidentale e il più vasto dei quattro: è delimitato a sud dall'Ivo e dalle terre oltre l'Arad Doman, ad est dalla Piana delle Lance e ad ovest si affaccia sull'Oceano Aryth nella zona chiamata Fine del Mondo; la sua capitale è Maradon. Gli altri tre regni, tra la Piana delle Lance, le Montagne di Dhoom e i boschi a nord di Tar Valon, sono da ovest a est Kandor, Arafel e Shienar; queste terre sono solcate da piccoli affluenti dell'Erinin (il principale, al confine tra Arafel e Shienar, è il Mara, che nasce presso il Passo di Tarwin). Le loro capitali sono Chachin, Shol Arbela e Fal Moran; non sono presenti altri centri che non siano villaggi, eccezion fatta per Fal Dara nello Shienar.

### Seanchan

Bandiera di Seanchan

Il misterioso continente di Seanchan si trova al di là dell'Oceano Aryth, posto all'estremo occidente delle terre in cui si svolge la storia principale narrata nei romanzi, ha una dimensione paragonabile a quella delle Americhe (e da solo occupa una superficie pari alla somma della Randland, della Desolazione Aiel e di Shara). Sempre con il medesimo termine di Seanchan vengono indicati l'impero che si estende su questo continente ed il popolo che lo abita. L'autore in una intervista aveva affermato che gli abitanti di Seanchan parlano un inglese con un accento texano.
Al tempo del mitico imperatore Artur Hawkwing, uno dei suoi figli, Luthair Paendrag Mondwin, comandò una potente spedizione militare al di là dell'oceano Aryth, della quale non si ebbe più notizia. Nel secondo libro de La Ruota del Tempo si viene a sapere che, dopo circa mille anni, i discendenti della spedizione di Luthair ritornano nelle terre di origine reclamando l'eredità di Artur Hawkwing (il cosiddetto Corenne o Ritorno). Infatti nel frattempo la dinastia di Luthair è stata capace di unificare il frammentato continente di Seanchan (il cosiddetto Consolidamento), abitato da popoli molto differenti tra di loro (sia per cultura, che per tratti somatici, infatti viene sottolineata la presenza di popoli dalle carnagioni chiare, dalle pelli gialle e popoli neri; inoltre popoli pigmei dalla civiltà primitiva e popoli dalle civiltà molto più complesse, ecc.) un continente abitato anche da creature molto strane, alcune delle quali sono state addomesticate (tra queste si possono ricordare i Raken, lucertole volanti cavalcate dai soldati Seanchan). Un'altra tipicità dei Seanchan è quella riguardante il loro atteggiamento verso gli incanalatori dell'Unico Potere: i maschi, quando sono scoperti, vengono immediatamente messi a morte (prima che impazziscano, procurando seri danni); le donne invece vengono immediatamente rese schiave (diventano damane, cioè "le incatenate") attraverso l'uso dell'a'dam, un ter'angreal che forma cerchi involontari. Questo comportamento può essere compreso a causa dei danni che le incanalatrici avevano provocato nel passato, infatti nel continente di Seanchan, le Aes Sedai sopravvissute alla Frattura del Mondo non si erano riunite in una sola pacifica organizzazione (come la Torre Bianca nel continente di Rand al'Thor), ma si erano divise in gruppi rivali, spesso in lotta tra di loro per la conquista del potere; perciò quelle a loro succedute, nel corso dei circa duemila anni prima dell'arrivo di Luthair Paendrag Mondwin, avevano continuato a lottare, usando il potere di saidar per mettere a ferro e fuoco il continente, per conquistare il potere personale, per rendere schiave intere popolazioni. Non appare perciò strano se ora le popolazioni Seanchan considerano tutti gli incanalatori come delle bestie feroci e pericolose, e quindi ritengono giusto il trattamento a loro riservato. La capitale dell'Impero è Seandar dove si trova la Corte delle Nove Lune, il nome della sede dell'Imperatrice (da oltre novecento anni sono solo le donne ad ottenere il trono) che siede sul Trono di Cristallo (un ter'angreal che induce all'obbedienza). L'Impero è molto potente dal punto di vista militare, ma di frequente è scosso dalla ribellioni dei popoli sottomessi o dagli intrighi dei membri del Sangue (la nobiltà), che lottano per conquistare il potere. Tra gli altri, gli stessi figli dell'Imperatrice lottano mortalmente tra di loro, per ottenere il titolo di erede al trono.
Alcune figure nella società Seanchan:
- Il Sangue: Appartenere al Sangue significa appartenere alla nobiltà, i suoi membri sono perlopiù i vari discendenti di Luthair Paendrag Mondwin o degli altri condottieri che guidarono assieme a lui la spedizione oltre l'oceano Arith e che poi unificarono l'impero; in seguito però si sono mischiati anche ai notabili locali, tanto è vero che alcuni sono completamente di colore. Le persone appartenenti al Sangue si distinguono anzitutto per la rasatura che portano: quelli dell'Alto Sangue portano appena una cresta di capelli sulla cima della testa (gli uomini più sottile di quella delle donne, l'altezza della cresta dipende dalla moda), mentre quelli del Basso Sangue hanno solamente i lati ed il retro della testa rasati, nella forma di una scodella, da cui fanno pendere una coda di capelli sul retro (fatta crescere fino alle spalle per gli uomini, fino alla cintola per le donne). I membri della famiglia imperiale invece portano la testa completamente rasata. Inoltre tutti i membri del Sangue fanno crescere di un dito le unghie e le smaltano in vari modi: gli appartenenti alla famiglia imperiale laccano tutte e dieci le unghie delle dita; quelli del grado più alto, detti Alti Signori, laccano le prime due dita di entrambe le mani; quelli del grado successivo smaltano solo le unghie dei loro due indici e medi; quelli del grado successivo ancora, smaltano i loro anulari e mignoli; infine quelli del grado più basso smaltano solo i loro mignoli. Di rado può capitare che anche le persone comuni od i militari, se si distinguono particolarmente per i loro meriti, come ricompensa possano venire elevate al Sangue, anche se al rango più basso.
- Da'covale: Questa parola significa "ciò che è posseduto", cioè "proprietà"; perciò i da'covale sono in tutto e per tutto degli schiavi; se nascono già in questa condizione, essi vengono completamente sottomessi e preparati a servire incondizionatamente, sin dalla più tenera età; invece se sono nati liberi e poi sono stati ridotti a questa condizione, per i più svariti motivi, i da'covale vengono sottoposti ad un trattamento tale, che la loro personalità ne rimane completamente stravolta ed annullata, viene infatti estirpata ogni loro volontà o voglia di ribellione, fino a renderli, nel modo più completo, dei perfetti oggetti animati, sempre docili e pronti ad obbedire a qualsiasi ordine venga dai loro padroni o superiori. In alcuni casi (ad esempio per alto tradimento) persino i membri dell'Alto Sangue ed i figli dell'imperatrice, possono essere ridotti a da'covale: essi vengono completamente cancellati nel loro nome e nel loro ruolo all'interno della società, spezzati totalmente nel loro essere e nella loro volontà, per poi venire venduti all'asta.
- Damane e Sul'dam: La parola damane significa la incatenata; le damane sono le donne incanalatrici che presentano la scintilla innata o che hanno già imparato ad incanalare e che, non appena trovate, vengono immediatamente legate con gli a'dam dalle sul'dam, che invece sono solo delle potenziali incanalatrici, vale a dire che non sviluppano mai la capacità di incanalare e rimangono in questa condizione per tutto il resto della loro vita. Periodicamente in tutti i villaggi e le città dell'impero, le ragazze e le giovani donne di tutti i ceti e fino ai trent'anni, vengono sottoposte alla prova e se positive, vengono incatenante e diventano automaticamente damane, cancellate nei loro nomi e dimenticate dai parenti. Tutte le damane sono anche da'covale; grazie all'uso dell'Unico Potere esse sono proprietà di altissimo valore, mantenute con grande riguardo, perciò solo i membri della famiglia imperiale e quelli dell'Alto Sangue possono permettersi di possederne più di qualcuna (ed in questo secondo caso, destando molti sospetti di poter essere usate per ribellarsi). Per usare una damane è sempre necessaria una sul'dam, che perciò vengono tenute in grandissimo rispetto nella società Seanchan. Moltissime damane vengono adoperate nell'esercito, infatti con l'utilizzo dell'Unico Potere costituiscono delle armi efficaci, potenti e quasi sempre determinanti in molte battaglie.
- So'jhin: Questa espressione può essere tradotta come un'“altezza tra le bassezze” o anche “sia cielo che valle”. I so'jhin sono dei da'covale, ma costituiscono un gruppo di schiavi di particolare rango per i membri del Sangue, che vengono appositamente istruiti per essere d'aiuto, consiglio e protezione per i loro padroni. Essi hanno il lato sinistro del loro capo completamente rasato, mentre i capelli sull'altro lato vengono raccolti in una treccia (per i so'jin dell'imperatrice, però, vale il contrario). Essi vengono istruiti e preparati al loro compito fin da giovani, spesso sin dalla nascita, e vengono tenuti in grande riguardo. Nella società Seanchan i so'jhin hanno un rango più elevato delle persone comuni, libere; infatti i so'jhin dell'Alto Sangue hanno uno status paragonabile a quello dei membri più bassi del Sangue; inoltre i membri dell'Alto Sangue trattano con cautela i so'jhin della famiglia imperiale e parlano con loro quasi come se fossero alla pari. I so'jhin sono fedelissimi ai loro padroni e sono facilmente disposti a sacrificare la vita per loro.
- Ascoltatori e Cercatori della verità: sono spie al servizio dello stato. Gli Ascoltatori raccolgono notizie in silenzio, senza rivelarsi mai, possono essere chiunque, amalgamati tra i lavoratori più umili o nascosti tra i membri del Sangue. Anche i Cercatori, finché non si rivelano, sono delle persone del tutto insospettabili, essi costituiscono una specie di polizia segreta, posta alle dirette dipendenze dell'imperatrice; fanno inchieste su tutti i comportamenti sospetti e se hanno indizi o prove sufficienti, possono permettersi di arrestare ed interrogare i membri del Sangue, persino i membri della famiglia imperiale. Poiché è loro proibito spillare anche una sola goccia del Sangue, i Cercatori hanno trovato delle efficacissime torture per quando sono costretti ad interrogare i membri della nobiltà.
- I Sorveglianti della Morte: Il termine inglese Deathwatch Guard è stato tradotto in due modi diversi in Italia: nel libro settimo come Sorveglianti Della Morte, nell'ottavo come Guardia della Veglia Funebre (filologicamente forse più corretto), per poi tornare nel nono alla prima traduzione. Questa Guardia è un corpo d'élite nell'esercito dei Seanchan, che ha come compito principale la salvaguardia dell'imperatrice e della sua famiglia. La loro armatura è laccata di rosso e di un verde così scuro, da essere spesso scambiato per nero. La Guardia è formata sia da da'covale umani di proprietà personale dell'imperatrice (che vengono rigorosamente selezionati ed istruiti fin dalla adolescenza e che per riconoscimento vengono anche tatuati sulle spalle con il simbolo dei corvi), sia da Giardinieri Ogier liberi, che hanno stretto un patto con l'impero. La Guardia è celebre per la sua assoluta fedeltà e dedizione all'imperatrice.
- I Pugnali Insanguinati: I Pugnali Insaguinati (Bloodknife) sono una corpo di élite dell'esercito Seanchan: sono specializzati in azioni suicide, per eliminare il maggior numero possibile di nemici, infatti dopo una rapida azione di guerra, essi vengono lasciati indietro, nel campo avversario, per compiere le loro missioni. Essi sono dotati di anelli ter'angreal che una volta attivati, permettono a chi li indossa di rendersi invisibile tra le ombre, inoltre di aumentare la propria forza, velocità ed agilità. Il ter'angreal però, una volta attivato, consuma rapidamente la vitalità di chi lo indossa e che perciò è destinato a morire nell'arco di un paio di giorni. Nel corso del raid Seanchan contro la Torre Bianca (libro XII), uno dei cinque Bloodknife inviati in missione, è quasi riuscito ad uccidere Siuan Sanche e Gareth Bryne, che però si sono salvati la vita reciprocamente. Altri quattro agiscono quindi nella Torre Bianca durante il Libro XIII, riuscendo quasi ad uccidere l'Amyrlin Seat, oltre che numerose Aes Sedai. Gawyn Trakand si impadronisce di tre di questi anelli ter'angreal e ne fa uso durante il Libro XIV.

### Tel'aran'rhiod
Il termine Tel'aran'rhiod, che nella lingua antica significa Mondo dei Sogni, indica una dimensione parallela, che è un riflesso del mondo reale. A questa dimensione possono accedere saltuariamente e per brevissimi istanti tutte le persone e gli animali selvaggi, mentre stanno sognando; ma soprattutto vi accedono e vi possono permanere per periodi molto più lunghi alcune persone dotate della capacità di “Camminare nei Sogni”. Il mondo dei sogni si presenta come una dimensione parallela che riflette del tutto od in buona parte il mondo reale, pur essendo sottoposto ad una continua mutazione: in questo mondo, dentro una atmosfera di permanente ed innaturale luminosità, anche durante la notte, le cose immobili o che si muovono di rado (edifici, mobilia, montagne, foreste) si presentano esattamente come nella realtà, mentre le cose instabili, che si spostano o vengono spostate di frequente (ad esempio porte, finestre, sedie, utensili, foglie sugli alberi, ecc...) continuano a cambiare posizione o ad apparire ed a sparire a seconda di come vengano mosse nel mondo reale, durante la giornata.
Contrariamente alle persone normali, che possono capitare in questa dimensione solo per caso e brevemente, mentre stanno dormendo, quelle dotate del talento rarissimo di “Camminare nei sogni” possono accedervi facilmente di propria volontà. Inoltre essi hanno la capacità di plasmare questa dimensione con la forza della propria volontà. Le persone che hanno questo talento e che si concentrano con la dovuta forza di pensiero, possono infatti viaggiare da un luogo ad un altro in pochi istanti, visitando perciò paesi lontani o potendo spiare un luogo; inoltre possono trasformare completamente la propria e l'altrui apparenza, così da travestirsi o nascondersi, persino rendersi trasparenti per non farsi vedere da qualcun altro; inoltre possono ricreare scenari a proprio completo piacimento; infine permette loro di influenzare le condizioni di vita di una persona che è presente in quel momento, ad esempio proiettando nella sua mente delle impressioni; addirittura si può colpire un avversario che risulta presente in questa dimensione o vi viene attirato, e poiché le ferite inferte in questo mondo, si ripercuotono su quello reale, chi resta ferito o muore in Tel'aran'rhiod, resta ferito o muore anche nella realtà.
L'ultima notevole e conosciuta “Camminatrice nei sogni” tra le Aes Sedai fu Corianin Nedeal, che visse circa 500 anni prima dei fatti narrati nella saga. All'insaputa della Torre Bianca però le Sapienti Aiel per secoli hanno coltivato questa capacità ed hanno sviluppato le tecniche necessarie a padroneggiarla, per questa ragione Egwene al'Vere, che ha scoperto di essere una Camminatrice, si è recata presso di loro nella Desolazione Aiel, così da poterla studiare adeguatamente. Conosciute Camminatrici dei sogni tra le Aiel sono Bair, Amys e Melaine (queste ultime due sono anche notevoli incanalatrici dell'Unico Potere). Tra i Reietti un abile manipolatore dei sogni è Ishamael/Moridin, che durante la saga viene mostrato diverse volte mentre attira o intrappola le persone nei suoi Frammenti di Sogno (dreamshard in lingua originale). Anche le due Reiette Moghedien e Lanfear hanno mostrato di essere delle notevoli manipolatrici del Mondo dei Sogni. La Reietta Mesaana nel Libro XIII cerca di assoggettare la mente di Egwene mentre si trovano nel Mondo dei Sogni, ma è la sua mente a rimanere distrutta. Infine anche chi ha il talento di essere “Fratello dei lupi” come Perrin Aybara risulta avere la capacità di "Camminatore nei sogni". Oltre che sfruttando il raro talento di "Camminare nei sogni", per entrare in Tel'aran'rhiod, vi sono altre due maniere: con la prima gli incanalatori abbastanza forti nell'Unico Potere, possono aprire dei portali di viaggio, per entrare direttamente in questa dimensione, nella carne, quindi vi entrano non solo in spirito, ma portando con sé l'intero corpo; la seconda maniera per accedervi è attraverso l'uso di appositi ter'angreal, detti intessisogni, però la maggior parte di questi richiede che si incanali Spirito dentro di essi e fanno accedere al Mondo nei Sogni solo in una forma debole, molto evanescente, che non permette di incanalare al massimo della propria potenza. Entrare nel Mondo dei Sogni con il proprio corpo fisico permette di manipolarlo con molta più forza, però questa è una condizione ritenuta molto pericolosa dalle Sapienti Aiel, perché fa perdere la propria umanità. Egwene, studiando come entrare con il proprio corpo in Tel'aran'rhiod così da raggiungere velocemente Salidar, scopre anche le Tessiture per Viaggiare usando saidar.
Nel Libro XIV Perrin Aybara, dopo aver rischiato di morire, impara molto efficacemente la tecnica per riuscire ad entrare od uscire molto velocemente con il corpo fisico, così da affrontare l'Assassino, che ha già questa stessa abilità; essa consiste nel porsi in uno stato intermedio tra il sonno e la veglia, attirando il proprio corpo nel Mondo dei Sogni.

### Triplice Terra
La Triplice Terra si trova ad oriente dell'altissima catena montuosa detta la Dorsale del Mondo e viene considerata una delle zone più inospitali del pianeta, con escursioni termiche notevoli, di giorno si raggiungono altissime temperature, mentre di notte si scende sotto il livello di congelamento. L'acqua è scarsissima e vi sono presenti numerosi animali mortali (soprattutto rettili ed insetti velenosi). Per queste ragioni viene chiamata dai popoli occidentali la Desolazione Aiel. Solo gli Aiel hanno mostrato di essere in grado di sopravviverci, riuscendo a trovare la pochissima acqua a disposizione. La Triplice Terra venne così definita dagli Aiel perché deve essere considerata 1) una terra per foggiare la loro forza, 2) una terra per mettere alla prova il loro carattere e 3) una terra per punirli del loro peccato nei confronti delle antiche Aes Sedai. In un punto remoto, ai piedi della montagna del Chaendaer, si trova la misteriosa città del Rhuidean, perennemente avvolta da strane nebbie, nella quale devono recarsi le Sapienti ed i Capiclan per venire riconosciuti nel loro ruolo. Altra località notevole è l'Alcair Dal, una specie di enorme cratere circolare, che ospita le riunioni dei Capiclan.
Gli Aiel chiamano le terre a ovest della Dorsale del Mondo "Terre Bagnate", e ne considerano gli abitanti con disprezzo. La Triplice Terra è talmente arida e priva di vegetazione arborea, che la maggior parte degli Aiel ha una cognizione solo per sentito dire di cosa siano un fiume, un lago, il mare, una nave o anche una foresta.

## Città e villaggi

### Arien
Arien è un piccolo villaggio appartenente al regno di Andor. Si trova nella zona centro-orientale del regno, sulla Strada per Caemlyn; lungo questa strada, ad ovest, si trovano altri piccoli villaggi, poi la città di Whitebridge sull'Arinelle ed infine il distretto minerario di Baerlon, mentre ad est vi sono altri villaggi (Quattro Re, Market Sheran, Carysford) e oltre il fiume Cary la capitale del regno, Caemlyn; a sud vi sono alcune rade fattorie fino al confine con il Murandy, mentre a nord si estendono le Praterie di Caralain (ed uno stedding). Arien possiede una sola locanda, come molti piccoli villaggi come lui.
Nel ciclo de La Ruota del Tempo, Arien appare ne L'occhio del mondo, quando Rand al'Thor e Matrim Cauthon vi passano durante la fuga dal Myrddraal di Whitebridge: suonano nella locanda del paese e il giorno dopo escono dal villaggio sul carro di un contadino, Eazil Forney. Il villaggio di Arien è il primo in cui i due mettono a frutto gli insegnamenti del menestrello Thom Merrilin, e da lì fino a Quattro Re i due riescono a trovare tetto, cibo e passaggi in ogni villaggio che incontrano.

### Aringill
Aringill è una città-Stato che sorge sulla sponda occidentale del fiume Erinin, all'altezza della confluenza dell'Alguenya; si trova appena oltre il confine orientale del regno di Andor e costituisce ufficialmente uno Stato indipendente, ma de facto è un protettorato dell'Andor che vi mantiene una forte guarnigione, richiesta da Aringill stessa (non è chiaro il motivo per cui Andor non abbia ancora annesso direttamente la città). Aringill un porto molto importante, poiché si trova all'incrocio fra tre vie: la prima via è l'Erinin stesso, che collega le Marche di Confine e Tar Valon a nord con Tear a sud; la seconda via è il fiume Alguenya che confluisce poco a monte e che è navigabile fino alla città di Cairhien; la terza via invece è una strada (la Strada per l'Erinin) che collega Caemlyn ad Aringill e che prosegue sull'altra riva collegando Maerone (il villaggio apparentemente indipendente, che si trova sulla sponda orientale in corrispondenza di Aringill) a Cairhien. Aringill e Maerone si trovano oltre 1000 km a monte delle Dita del Drago (la foce dell'Erinin nel Mare delle Tempeste).
Nel ciclo de La Ruota del Tempo, Aringill compare per la prima volta ne Il Drago Rinato, quando Mat Cauthon e Thom Merrilin fuggono da Tar Valon diretti verso Caemlyn: i due discendono l'Erinin a bordo del Gabbiano grigio e sbarcano ad Aringill, per proseguire verso ovest sulla Strada per l'Erinin. Poco dopo, anche Egwene al'Vere, Elayne Trakand e Nynaeve al'Meara viaggiano sull'Erinin da Tar Valon, a bordo della Gru azzurra, ma non giungono ad Aringill; lord Gaebril, che vuole liberarsi di Elayne per ottenere il trono di Andor, manda degli uomini nella cittadina alla Gru azzurra, ma essi non trovano le tre ragazze. Quando gli uomini tornano a Caemlyn a riferire la notizia a lord Gaebril, Mat riesce ad origliare la conversazione e viene a conoscenza dei piani del lord; quindi in tutta fretta lui e Thom ripartono dalla capitale, tornano ad Aringill e ridiscendono il fiume sul Rondone fino a Tear. Durante la guerra civile a Cairhien causata dall'invasione degli Aiel guidati dal Car'a'carn Rand al'Thor, molti Cairhienesi emigrano dalla loro patria e tentano di raggiungere l'Andor attraverso Aringill. In questa città poi Lady Dyelin Taravin, fa imprigionare le due Lady Elenia Sarand e Naean Arawn, avversarie politiche dell'erede al trono, Elayne Trakand; Elayne tenta in seguito di trasferirle a Caemlyn, ma le due vengono fatte fuggire da Lady Arimilla Marne, che però le prende a sua volta sotto la sua custodia.

### Baerlon
Baerlon è una città nell'estremo occidente del regno di Andor, a nord della regione dei Fiumi Gemelli; poiché non raggiunge neanche il migliaio di abitazioni, è piuttosto piccola in confronto ad altre città andoriane site più ad oriente, come Whitebridge o la capitale Caemlyn, ma appare come gigantesca agli occhi della gente dei Fiumi Gemelli: Rand al'Thor afferma, guardandola per la prima volta, che la sua dimensione è circa pari a quella di tutti e quattro i villaggi della regione messi insieme, Emond's Field, Deven Ride, Watch Hill e Taren Ferry. Baerlon è cinta da un muro di tronchi alto quasi venti piedi ed intervallato da torri di guardia; intorno ad essa la campagna e i boschi sono punteggiati di fattorie, in prevalenza al nord. Tre strade si dipartono dalla città: una si dirige a sud, verso il fiume Taren e il villaggio di Taren Ferry; un'altra si dirige ad ovest, verso le miniere sulle Montagne di Nebbia che sono il fulcro dell'economia della cittadina; la terza, la più importante, conduce ad est verso Whitebridge e il cuore del regno di Andor; a nord, oltre le fattorie, vi sono soltanto le lande disabitate del medio corso dell'Arinelle. Nelle mura si aprono almeno tre porte, una per ogni strada, ma è noto il nome di una sola di esse, la Porta del Ponte Bianco, che si apre presumibilmente in direzione est (verso Whitebridge, che in inglese significa "Ponte Bianco"); queste porte rimangono chiuse dal tramonto all'alba, per via dell'isolamento del luogo e della pericolosità delle terre circostanti.
L'economia di Baerlon si basa soprattutto sulle risorse minerarie estraibili dalle Montagne di Nebbia ad ovest della città: l'estrazione di acciaio e metalli preziosi dalle cave sui monti fornisce molte ricchezze a Baerlon e ad Andor stessa, tanto che i regnanti hanno sempre preferito occuparsi del mantenimento del loro potere su quest'area piuttosto che su altre; l'industria mineraria della città è la Baerlon Ironworks. Un'altra parte (minore) dell'economia viene dal commercio con i Fiumi Gemelli: la via che congiunge Baerlon e Taren Ferry è infatti l'unico mezzo di comunicazione di quell'isolatissima regione con il resto del mondo, e molti mercanti passano da Baerlon per recarsi a sud ad acquistare tabacco e lana o ad est a rivenderla.
Nel ciclo de La Ruota del Tempo, la città di Baerlon è il primo centro al di fuori dei Fiumi Gemelli che il gruppo in fuga da Emond's Field incontra lungo la strada; il gruppo è composto da quattro ragazzi di Emond's Field (Rand al'Thor, Matrim Cauthon, Perrin Aybara ed Egwene al'Vere), un'Aes Sedai con il suo Custode (Moiraine Damodred e Lan Mandragoran, conosciuti nella cittadina con gli pseudonimi di lady Alys e mastro Andra) ed un menestrello (Thom Merrilin). I ragazzi di Emond's Field restano molto impressionati da Baerlon, che a loro appare immenso se confrontato con i villaggi rurali in cui hanno trascorso l'intera vita. Il gruppo entra nella città dalla porta meridionale, e poi alloggia nella locanda del Cervo e Leone (grande il doppio della Fonte di Vino di Emond's Field), di proprietà di mastro Fitch. Nella locanda ricevono notizie del mondo esterno, notizie di movimenti di Trolloc in Saldea e delle vicende del Falso Drago Logain in Ghealdan; quella notte, Rand, Mat e Perrin sognano per la prima volta Ba'alzamon, anche se ognuno crederà di aver fatto lui solo il sogno fino al giorno dopo. La mattina seguente, Rand incontra per la prima volta Min Farshaw, che gli parla delle proprie visioni su lui e i suoi compagni; poi esce in strada, incontra Padan Fain e Mat ed insieme a quest'ultimo si caccia nei guai con Geofram Bornhald e i Figli della Luce presenti nella città. Quando ritorna al Cervo e Leone, scopre che la Sapiente di Emond's Field, Nynaeve al'Meara, li ha raggiunti; la Sapiente tenta di convincere Moiraine a lasciarli tornare a casa, ma non riuscendoci decide di seguire anche lei il gruppo. Quella sera, il gruppo viene raggiunto alla locanda dal Myrddraal che lo inseguiva dai Fiumi Gemelli, e gli otto partono immediatamente da Baerlon; alla porta orientale vengono fermati dai Figli della Luce, ma riescono comunque ad uscire, lasciandosi alle spalle il Cervo e Leone in fiamme e la città nello scompiglio.

### Caemlyn
Caemlyn è una la capitale del regno di Andor, ed è una delle più belle e popolose città del continente di Randland. Caemlyn si trova nella zona orientale del regno di Andor; ad ovest si trovano il fiume Cary e le vaste campagne della parte centrale del regno, mentre ad est si trovano il fiume Erinin e la città di Aringill; a nord l'aperta campagna pianeggiante si tramuta nel Braem Wood, mentre a sud si trasforma nelle Colline di Kintara che separano la città da Far Madding. Da Caemlyn si dipartono cinque grandi strade. La Strada per Caemlyn, che parte dalla Porta di Whitebridge, conduce ad ovest: attraversa il Cary all'altezza di Carysford, poi corre attraverso molti villaggi (Market Sheran, Quattro Re, Arien) e giunge alla cittadina di Whitebridge sul fiume Arinelle; infine continua a nord-ovest, attraversando boschi disabitati, fino al distretto minerario di Baerlon ai piedi delle Montagne di Nebbia, all'estremo ovest di Andor; un prolungamento di questa strada, a sud di Baerlon, porta alla regione dei Fiumi Gemelli. La Strada per l'Erinin, che inizia dalla Porta del Mattino, conduce ad est: attraversa la parte orientale del regno fino a giungere sulle rive dell'Erinin alla cittadina di Aringill; un'altra strada poi, sulla riva orientale, conduce a nord-est risalendo l'Alguenya e giunge a Cairhien. La Strada per Far Madding, che comincia dalla Porta di Far Madding, porta a sud: dopo aver attraversato le campagne del sud-est di Andor, passa il confine meridionale e corre in mezzo alle Colline di Kintara, fino a giungere a Far Madding; da lì, altre strade si dipartono per gli Stati affacciati sul Mare delle Tempeste, verso Tear e Illian. La Via per Lugard conduce verso sud-ovest: si riunisce, presso il confine con il Murandy, alla strada che collega Quattro Re a Lugard, e prosegue fino a quest'ultima; da qui poi altre strade conducono verso Illian e Jehannah. Una quinta strada conduce a nord: giunge al Braem Wood al villaggio di New Braem, e prosegue verso nord attraverso lande disabitate fin oltre il fiume Luan, fino a giungere all'isola che ospita Tar Valon; da essa, quattro strade corrono verso i quattro regni delle Marche di Confine (Saldea, Kandor, Arafel e Shienar), mentre un'altra si dirige verso Cairhien.
La città di Caemlyn è raffigurata in una mappa nel quinto volume del ciclo, I fuochi del cielo. Caemlyn è una grandissima città, tra le più grandi del continente di Randland e la più bella del mondo dopo Tar Valon; la sua popolazione si aggira sui 300.000 abitanti. Caemlyn è circondata da mura alte cinquanta piedi, di colore grigio chiaro con striature di bianco e d'argento, intervallate da torri rotonde ed interrotte da cinque porte: ad ovest (Porta di Whitebridge), ad est (Porta del Mattino), a sud (Porta di Far Madding), a sud-ovest e a nord; anche le porte sono fiancheggiate da torri. Caemlyn è fondata su basse colline, che crescono e raggiungono il culmine in una zona nella parte meridionale della città: questa zona, chiamata Città Interna, è separata dal resto di Caemlyn (la parte chiamata Città Nuova) da un secondo giro di mura, di colore bianco, mentre le mura grigie separano la Città Nuova dall'area agricola densamente popolata al suo esterno, Caemlyn Bassa. La Città Interna è il nucleo di Caemlyn; fu costruita dagli Ogier molto prima del resto della città, e contiene un numero maggiore di torri e cupole (bianche, viola ed oro) rispetto alla Città Nuova ed alle mura esterne. Una buona metà della Città Interna è occupata dal Palazzo Reale, che funge da sede del governo di Andor e da residenza per la regina; le mura interne si aprono in corrispondenza di tre porte: una di queste è chiamata la Porta dell'Origano. La Città Nuova fu costruita dagli umani in tempi più recenti intorno alle mura della Città Interna, anche se soprattutto sul lato nord; essa è attraversata da un grande viale diviso in due da una zona alberata, che congiunge la Porta di Whitebridge e quella del Mattino, unendo la Strada per Caemlyn e la Strada per l'Erinin. Presso la Città Interna fu anche piantato un boschetto ogier ed eretta una Porta delle Vie. L'espansione di Caemlyn fuori dalle mura bianche, che creò la Città Nuova, portò alla distruzione del boschetto; la Porta si trova ora all'interno della Città Nuova, nella cantina di una bottega.
Caemlyn fu fondata, con il nome di Hai Caemlyn, dopo la Frattura del Mondo (anno 0 d.F.) e prima delle Guerre Trolloc (anno 1000-1350 d.F.); a quel tempo, il luogo dove sorse la città era parte del potente regno di Coremanda, uno di coloro che firmò il Patto delle Dieci Nazioni. Diverse città di Coremanda furono costruite dagli Ogier in quel periodo: tra queste la capitale Shaemal, Braem e Nailine Samfara. Hai Caemlyn a quel tempo era costituita solamente dall'attuale Città Interna; era una delle maggiori piazzeforti del regno, ed era importante per il commercio grazie alla vicinanza del fiume Erinin. Poco si parla ne La Ruota del Tempo della storia del regno di Coremanda. Coremanda fu distrutto durante le Guerre Trolloc, ed il suo territorio suddiviso in regni più piccoli; Hai Caemlyn in questo periodo prese a chiamarsi solo Caemlyn, e divenne parte del regno di Caembarin, forse come capitale. Il Caembarin divenne poi parte dello Shandalle sotto Artur Hawkwing, ed in seguito del suo vastissimo impero; Hawkwing unì Caembarin e Aldeshar e le trasformò nella Provincia di Andor, e fece di Caemlyn il suo capoluogo. Dopo la morte di Hawkwing (994 A.L.) e la caduta dell'impero, la Provincia di Andor divenne uno Stato indipendente, il regno di Andor, sotto la regina Ishara Casalain; Caemlyn divenne la capitale del regno. La Città Nuova e Caemlyn Bassa si formarono nei 1200 anni successivi.
Nel ciclo de La Ruota del Tempo, Caemlyn compare per la prima volta ne L'occhio del mondo. Rand al'Thor e Mat Cauthon, che stanno fuggendo dal Myrddraal di Whitebridge e dagli Amici delle Tenebre, giungono finalmente a Caemlyn, tappa importante del viaggio verso Tar Valon che l'Aes Sedai Moiraine Damodred aveva stabilito per il gruppo in fuga dai Fiumi Gemelli (gruppo che comprendeva, oltre a Rand, Mat e Moiraine, Perrin Aybara, Egwene al'Vere, Lan Mandragoran, Thom Merrilin ed in seguito anche Nynaeve al'Meara); i due si recano alla locanda chiamata Benedizione della Regina che Thom aveva consigliato loro a Whitebridge prima di abbandonarli, e vengono accolti dal locandiere Basel Gill, che li ospita per qualche tempo. Mat in questo periodo diventa alquanto instabile per l'influenza del pugnale di Shadar Logoth, e così rimane spesso in camera. Rand incontra Loial, un Ogier, nella sala di lettura della locanda; i due parlano parecchio della storia e degli Ogier, e Rand racconta la propria avventura: Loial quindi intuisce che Rand, Mat e Perrin devono essere dei ta'veren, e decide di seguire Rand nei suoi futuri viaggi. Rand esce dalla locanda e si reca a vedere il passaggio del Falso Drago Logain Ablar per Caemlyn; per vederlo meglio, Rand si arrampica su un muro, ma poi cade dall'altro lato e scopre di essere finito nel giardino del Palazzo Reale. Lì incontra i principi Gawyn Trakand e Galad Damodred e la principessa Elayne Trakand, ma prima che possa scappare viene raggiunto da Martyn Tallanvor, che lo scorta dalla regina Morgase. Nella Sala del Trono, Rand viene condotto al cospetto di Morgase e dell'Aes Sedai Elaida; è sospettato di essere una minaccia per i figli della regina, ma viene provata la sua innocenza, e Morgase lo lascia andare. Dopo che Rand torna alla Benedizione della Regina, Basel Gill riceve la visita di cinque Figli della Luce che però vengono cacciati via; Rand scopre che, mentre era via, Moiraine, Lan, Nynaeve, Egwene e Perrin sono giunti alla locanda, e li riabbraccia. Poi essi salgono di sopra e vedono Mat molto instabile, e Moiraine comprende che ciò è dovuto all'influenza di Mashadar attraverso il pugnale; l'Aes Sedai allontana tutti e tenta di curarlo, riuscendo a liberarlo temporaneamente dalla contaminazione di Shadar Logoth. Loial incontra gli altri membri del gruppo, che si raccontano le rispettive vicende; durante il discorso Rand, Mat e Perrin rivelano i sogni mandati loro da Ba'alzamon e gli altri apprendono del piano del Tenebroso di minacciare l'Occhio del Mondo: allora Moiraine decide di cambiare meta al loro viaggio, e stabilisce che si sarebbero tutti dovuti recare nella Macchia tralasciando per il momento Tar Valon. L'Aes Sedai domanda a Loial di condurli a Fal Dara (presso la Macchia) attraverso le Vie, ma l'Ogier si oppone a causa di Machin Shin; alla fine comunque si arrende, e conduce il gruppo attraverso le Vie fuori da Caemlyn fino a Fal Dara, nello Shienar.
Nel secondo libro, La grande caccia, Thom Merrilin viene ritrovato vivo a Cairhien da Rand, e Thom gli racconta che anch'egli era passato da Caemlyn e si era recato alla Benedizione della Regina, poco tempo dopo che il gruppo di Rand l'aveva lasciata; probabilmente Thom ha proseguito verso est lungo la Strada per l'Erinin, e dopo aver passato Aringill si è diretto a nord-est a Cairhien.
Nel terzo libro, Il Drago Rinato, Mat e Thom si recano insieme nuovamente a Caemlyn. Mat, che si trovava a Tar Valon dopo essere stato curato definitivamente dall'influenza del pugnale, ottiene da Egwene, Nynaeve ed Elayne Trakand un lasciapassare dell'Amyrlin Seat Siuan Sanche per uscire dalla città se Mat avesse accettato di portare alla regina Morgase una lettera da parte di Elayne; Mat accetta e, dopo aver incontrato Thom in una locanda della città, La Donna di Tanchico, lo convince a venire con lui. I due salgono sul Gabbiano grigio e, scendendo l'Erinin, sbarcano ad Aringill; da qui poi Mat vince dei cavalli al gioco grazie alla sua fortuna di ta'veren, e lui e Thom giungono a Caemlyn. Vengono nuovamente ospitati da Basel Gill, e Mat si reca al Palazzo Reale per consegnare la lettera di Elayne alla madre; tuttavia, prima di presentarsi al suo cospetto, origlia per caso una conversazione che gli rivela che lord Gaebril (nuovo consigliere di Morgase) sta tramando per uccidere Elayne ed assicurarsi il trono di Andor. Mat si spaccia per Thom Grinwell, un ipotetico fratello di Else Grinwell, novizia della Torre Bianca, e consegna la lettera alla regina senza rivelare la propria identità; dopodiché richiama Thom, ed insieme lasciano Caemlyn e corrono verso Aringill per poi dirigersi a Tear, dove Elayne si sta recando, in modo da poterla salvare dal complotto di Gaebril.
Caemlyn ricompare nel quinto libro, I fuochi del cielo, quando si scopre che lord Gaebril in realtà è il Reietto Rahvin, che controlla la regina Morgase e di fatto detiene il potere in Andor; Rand lo viene invece a sapere da Lanfear durante la sua permanenza nel Deserto Aiel. Morgase riesce a scappare da Caemlyn con alcune persone a lei fedeli (Lini, Tallanvor, Basel Gill, Lamgwin Dorn e Breane Taborwin) prima che Rahvin possa ucciderla, ma così facendo lascia il potere completamente in mano al Reietto; Morgase in seguito viene creduta morta, uccisa dal Drago Rinato. Dopo aver condotto il popolo degli Aiel al di là della Dorsale del Mondo ed aver scacciato gli Shaido da Cairhien, Rand porta in segreto Mat, Aviendha, Asmodean ed un manipolo di Aiel a Caemlyn per uccidere Rahvin; costui uccide i tre, ma Rand lo insegue nel Palazzo Reale attraverso il Tel'aran'rhiod (dove incontra Nynaeve) e lo distrugge con il fuoco malefico: grazie a ciò, i tre ritornano in vita. Liberata Caemlyn da Rahvin, Rand la occupa. L'ultimo capitolo del libro vede l'arrivo a Palazzo di Davram Bashere, maresciallo generale della Saldea, che diventerà uno dei condottieri dell'esercito del Drago.
Nel libro successivo, Il signore del caos, Rand risiede a Caemlyn per lunghi periodi intervallati da occasionali Viaggi in altri luoghi: Viaggia diverse volte a Cairhien per controllare meglio la situazione politica della zona, che non è ancora stabile dalla morte di re Galldrian. Riceve anche la visita di Mazrim Taim, un Falso Drago che si sottomette a lui e che quindi viene condotto Viaggiando in una fattoria poco distante da Caemlyn (che diventerà la Torre Nera), dove Taim comincia a reclutare ed addestrare gli Asha'man. Inoltre conduce tre Ogier (l'Anziano Haman, Covrin ed Erith) prima a Shadar Logoth, poi nei Fiumi Gemelli alla ricerca di Loial per riportarlo allo stedding Shangtai. Verso la fine del volume, Rand viene rapito da un gruppo di 39 Aes Sedai della Torre guidate da Galina Casban mentre si trova a Caemlyn, viene chiuso in una cassa e fatto uscire in segreto dalla città; Perrin tuttavia, che si trova anch'egli a Palazzo, intuisce ciò che è accaduto e parte con le forze fedeli a Rand che si trovano in città. Raggiunge le Aes Sedai ai pozzi di Dumai e le sconfigge in una grande battaglia.
Nel settimo libro, La corona di spade, Caemlyn non diventa più luogo in cui si svolgono i fatti: Rand e Perrin tornano infatti dalla battaglia dirigendosi a Cairhien, mentre Elayne, Nynaeve e Mat si trovano ancora ad Ebou Dar ed Egwene è in viaggio da Salidar. Ne Il sentiero dei pugnali, Elayne, Nynaeve e Aviendha giungono finalmente a Caemlyn insieme alle Aes Sedai di Ebou Dar, alle Cercavento del Popolo del Mare e alle donne della Famiglia; Egwene, che sta conducendo le Aes Sedai di Salidar verso la Torre Bianca, decide invece di non passare per Caemlyn e l'Andor, ma di Viaggiare direttamente a Tar Valon. Ne Il cuore dell'inverno, Elayne risiede per un lungo periodo a Caemlyn, nel Palazzo Reale, dove tenta di consolidare il proprio potere contro i suoi avversari (Elenia Sarand, Naean Arawn, Arymilla Marne, Nasin Caeren) per avere il trono di Andor; anche Rand torna per un certo periodo a Caemlyn, ed in questo lasso di tempo Elayne rimane incinta di due gemelli, come Min predice ad Aviendha. Infine, Elayne viene informata da Halwin Norry che quattro piccoli eserciti stanno marciando da est verso Caemlyn, e lei si prepara all'assedio.

### Carysford
Carysford è un grosso villaggio appartenente al regno di Andor; il suo nome (che significa guado del Cary) deriva dal fatto che in questo punto la Strada per Caemlyn attraversava un tempo con un guado, ed ora con un piccolo ponte consumato dall'uso, l'alto corso del fiume Cary (largo in questo punto appena trenta passi per via della sua vicinanza alla sorgente, nel Braem Wood). Lungo la Strada per Caemlyn, ad ovest, si trovano parecchi villaggi (Market Sheran, Quattro Re, Arien), la cittadina di Whitebridge sull'Arinelle ed infine il distretto minerario di Baerlon ai piedi delle Montagne di Nebbia, mentre ad est, ad uno o due giorni di cavallo dopo il Cary, si trova la capitale del regno, Caemlyn; a sud, il fiume scorre attraverso le campagne di Andor fino a quelle del Murandy e delle Colline di Kintara, mentre a nord si risale fino alla sua sorgente nel Braem Wood, presso il villaggio di New Braem.
Nel ciclo de La Ruota del Tempo, Carysford compare ne L'occhio del mondo, quando Rand al'Thor e Mat Cauthon, in fuga dal Myrddraal di Whitebridge e dagli Amici delle Tenebre dei villaggi successivi, vengono qui scaricati da Hyam Kinch durante la notte, e si adattano a dormire in un mucchio di fieno sulla riva est prima di ripartire rapidamente per Caemlyn.

### Deven Ride
Deven Ride è un villaggio vicino ai Fiumi Gemelli, nel regno di Andor; tuttavia la regione è così isolata che per generazioni non si sono visti soldati o esattori delle tasse andorani, e gli abitanti di Deven Ride non si ricordano neppure di far parte di qualsivoglia regno. Deven Ride è l'insediamento più meridionale della regione: si trova lungo la Strada Antica, che parte dal Ponte Carraio di Emond's Field a nord e termina sul Fiume Bianco a sud. Ad ovest del villaggio si trovano il Bosco Occidentale e le Colline Sabbiose, ed ancora più ad ovest vi sono le Montagne di Nebbia; ad est si trovano solo campi aperti fino all'Acquitrino. Deven Ride è un villaggio più piccolo di Emond's Field; è fatto di piccole case con tetti di paglia che circondano uno stagno centrale circondato da un muretto in pietra. Ha scarsa rilevanza negli eventi de La Ruota del Tempo, ancora minore degli altri villaggi, poiché si trova dalla parte opposta rispetto alla via che conduce fuori dai Fiumi Gemelli; tuttavia ne L'ascesa dell'Ombra, durante i combattimenti contro l'armata dei Trolloc, Perrin riceve un aiuto inaspettato dal villaggio che manda un folto gruppo di abitanti nel momento del bisogno.

### Dorlan
Dorlan è un villaggio che si trova a poche decine di miglia ad est di Tar Valon ed è un villaggio piccolissimo, composto da appena una quindicina di case di pietra e senza neppure una taverna. Il suo unico commercio è quello di formaggi, diretto verso la Torre Bianca. Dopo il disastro della Battaglia dei Pozzi di Dumai, Elaida invia in incognito a Dorlan la dozzina di Aes Sedai che sono riuscite a ritirarsi indenni dalla battaglia, ed inoltre anche i restanti Cuccioli di Gawyn Trakand, tutti posti sotto il comando della Rossa Covarla Baldene. In seguito, dopo che le ribelli hanno già iniziato l'assedio a Tar Valon in pieno inverno, a Dorlan arrivano prima Tarna Feir, di ritorno dalla sua missione a Salidar, poi Katerine Alruddin, riuscita a fuggire dalla prigionia a Cairhien. Poco dopo arriva anche la Gialla Narenwin Barda a prendere il comando delle sorelle presenti, mentre Tarna e Katerine raggiungono Tar Valon con mezzi di fortuna. Quando Narewin prende il comando assieme a Covarla, trasmette l'ordine di Elaida di usare tutte le sorelle presenti ed i Cuccioli di Gawyn in azioni di guerriglia contro le ribelli, che continuano ad assediare la città con successo. Nel Libro XII Gawyn si rode di frustrazione nelle azioni di guerriglia contro il suo ex maestro Gareth Bryne perciò fa ritorno nel villaggio di Dorlan, che costituisce la sua basa principale, dove si allena furiosamente con i Gaidin (tra i quali il valoroso Sleete). Poco tempo dopo Katerine ritorna brevemente a Dorlan su ordine di Elaida: Katerine insegna a Covarla e Narewin le nuove Tessiture per Viaggiare, in modo che esse possano colpire meglio i nemici, ma si lascia però sfuggire di fronte a Gawyn la sorte di Egwene, perciò lui diserta per andare ad aiutarla, lasciando in tutta fretta l'odiato villaggio.

### Emond's Field
Emond's Field è il villaggio dal quale provengono i tre protagonisti (Rand al'Thor, Matrim Cauthon e Perrin Aybara) ed altri importanti personaggi. Si trova nella regione dei Fiumi Gemelli, nel regno di Andor; tuttavia, per l'estremo isolamento della zona, gli abitanti non sono stati visitati da un soldato o da un esattore delle tasse andoriano per generazioni, e ormai nessuno ricorda di far parte di un regno. Emond's Field è il villaggio più importante dei Fiumi Gemelli. Si trova all'incrocio di tre strade: la Strada della Cava, ad ovest, che penetra nel Bosco Occidentale e nelle Colline Sabbiose fino alle Montagne di Nebbia; la Strada Antica, che scende a sud, attraversa il villaggio di Deven Ride ed arriva fino al Fiume Bianco; e la Strada Settentrionale, che invece sale a nord, attraversa Watch Hill ed arriva sino a Taren Ferry, sulle rive del fiume Taren. La Strada Antica e la Strada Settentrionale in realtà sono la stessa via: esse infatti si congiungono ad Emond's Field al Ponte Carraio; tuttavia per tradizione hanno nomi diversi. Emond's Field è un villaggio molto piccolo rispetto alle grandi città fuori dai Fiumi Gemelli. Al centro del villaggio si trova il Parco, un vasto spiazzo erboso; ad esso giunge la Strada della Cava, ed anche il Ponte Carraio si trova nel Parco. Nella sua parte occidentale, da un affioramento roccioso sgorga la Fonte di Vino, l'unico altro fiume importante dei Fiumi Gemelli, che deve il suo nome alla dolcezza dell'acqua; esso scorre rapido ad est attraverso i Fiumi Gemelli e si dirama in decine di rivoletti che formano l'Acquitrino, prima di gettarsi nel Taren e nel Fiume Bianco. Sulla Fonte di Vino passano due piccoli ponti per le persone ed il più grande Passo Carraio per i carri.

### Fal Dara
Fal Dara è una città che si trova nel regno dello Shienar e viene descritta sia alla fine del primo libro della saga, L'occhio del mondo che all'inizio del libro secondo, La grande caccia. Si presenta come una grande città fortificata, con doppia cinta di possenti mura e fossati, al centro della quale si trova una rocca. La città si trova poco lontano dal confine con la Grande Macchia e sulla strada che conduce al Passo Tarwin e da lì verso il perduto Malkier. Essa sorge presso le rovine dell'antica Mafal Dadaranell e nei suoi pressi si trova anche una porta delle vie Ogier. Il lord di Fal Dara è Agelmar Jagad, uno dei Cinque Grandi Capitani.
Le case della città hanno tetti a punta di legno, con uno spiovente molto acuto che arriva quasi fino al terreno, indice di un inverno molto nevoso. La rocca o fortezza si trova, come già detto, al centro di Fal Dara ed è anche la residenza di Lord Agelmar. Sorge su una collina ed è circondata da un fossato asciutto, sul letto del quale sono stati piantati innumerevoli spuntoni di ferro. Nella corte della fortezza sono presenti numerose botteghe di fabbri. Le aperture degli edifici sono tutte delle strette feritoie, adatte a respingere gli assalti nemici con le frecce. I corridoi sono adornati con tappezzerie molto colorate e pannelli di seta, con scene di caccia e di battaglie. Vi sono diverse aperture verso l'esterno, una verso la zona delle cucine, una verso le stalle, a l'angusta Porta del Cane, posta sul retro, dalla quale può passare solo un uomo alla volta.

### Falme
Falme è la maggiore delle città indipendenti presenti nella zona di Capo Toman, una lunga penisola montagnosa che si protende verso occidente nell'Oceano Aryth. In particolare Falme si trova proprio sulla punta del capo e pur essendo la città maggiore della zona, è considerevolmente più piccola rispetto alle grandi città del continente. È stata costruita su alte scogliere a picco sul mare, che circondano una ampia baia semicircolare, la cui bocca di porto è dominato dalle torri dei Do Miere A'vron. Infatti in città si trova la società dei cosiddetti Do Miere A'vron (le vedette sulle onde) i cui membri per secoli hanno atteso il ritorno degli eserciti del figlio di Artur Hawkwing, Luthair Paendrag, partiti verso i paesi d'oltremare; ritorno che effettivamente avviene con l'arrivo dei Seanchan. I moli di Falme sono di pietra e la città sale tutto attorno al porto, lungo le ripide scarpate che circondano la baia. Anche gli edifici sono costruiti di roccia scura, ma nessuno è particolarmente grande, mentre le strade sono lastricate di ciottoli. Falme venne costruita nei pressi dell'antica città di Miereallen, un centro della scomparsa nazione di Safer durante il periodo del Patto delle Dieci Nazioni. Poco lontano perciò si trova una delle Porte delle Vie Ogier attraverso la quale, nel Libro II arriva Padan Fain.
Molte delle vicende finali del Libro III della gara si svolgono a Falme; inoltre nel Libro XIII nei pressi della città di Falme avviene un primo incontro tra il Drago Rinato e l'Imperatrice dei Seanchan.

### Far Madding

Bandiera di Far Madding

Far Madding è una città-Stato che si trova a nord delle Piane di Maredo, sulle colline di Kintara, che un tempo furono la sede dell'omonimo Regno di Kintara, ormai del tutto scomparso. La città sorge su di un'isola, al centro di un lago, ed è collegata alla terraferma attraverso tre ponti, uno che la collega alla strada per Caemlyn, uno a quella per Illian e l'ultimo a quella per Tear. Nella città vi sono tre principali e grandi piazze del mercato, dove agli stranieri è permesso commerciare.
Nel corso del tempo, questa città ha cambiato nome diverse volte: grazie ad un commento derivato dai ricordi di Lews Therin Telamon, si sa che nell'Epoca Leggendaria essa era conosciuta come Aren Deshar e già allora i suoi abitanti trattavano con un certo sospetto i manipolatori dell'Unico Potere. Dopo la Frattura del Mondo fu chiamata Aren Mador e fu la capitale della nazione di Essenia, uno degli stati facenti parte del Patto delle Dieci Nazioni, mentre dopo le Guerre Trolloc divenne Fel Moreina. Assunse infine l'attuale nome dopo la guerra dei Cento Anni che provocò il disgregamento del grande impero di Artur Hawkwing, divenendo anche capitale del regno di Maredo. Quando anche quest'ultimo si disgregò, Far Madding divenne una città stato indipendente. Nel Libro IX il Drago Rinato si reca in città per eliminare alcuni Asha'man traditori, ma rimane imprigionato. Cadsuane Sedai però riesce a raggirare il Consiglio che regge la città ed a farlo liberare. Nel Libro XII i sovrani delle Marche di Confine chiedono al Drago di incontrarsi, ma poiché hanno scelto come luogo proprio Far Madding, il Drago si infuria e minaccia di distruggere con il Choedan Kal sia loro che l'odiata città, e solo il provvidenziale intervento di Nynaeve convince Rand a non provocare una irrimediabile sciagura. Nel Libro XIII però Rand, dopo aver riacquistato consapevolezza del proprio ruolo, accetta di incontrare i sovrani, supera le loro prove ed essi alla fine diventano dei suoi seguaci.
Far Madding ha la caratteristica di essere totalmente dominata dalle donne, mentre i maschi vengono tenuti in una posizione di totale sottomissione. Gli unici maschi tenuti in rispetto sono quelli conosciuti come amanti delle donne, i vedovi di donne facoltose e quelli che si occupano di commercio e banche. Nelle locande ci sono locali separati per uomini e donne, e queste “Stanze delle Donne” sono molto più lussuose di quelle comuni, riservate ai maschi. Gli abitanti di Far Madding sono piuttosto alti, con occhi e capelli scuri. Le donne portano i loro capelli sopra il capo, acconciati in complicate pettinature dai più svariati stili, spesso decorate con gioielli d'oro o d'argento. Si vestono con abiti dal collo alto e ricami floreali. Gli uomini portano i capelli lunghi fino alla vita, tenuti lontani dal viso da mollette. Indossano abiti dai colori smorti, ma ravvivati da vivaci ricami.
Il governo dello stato è assunto dal Consiglio di Far Madding, composto da tredici donne, provenienti dalle famiglie più importanti delle città. Ciascuna delle Consigliere, come segno distintivo porta i capelli raccolti in alto, con un diadema d'oro al cui centro si trova un ovale smaltato di rosso; indossano lunghi e fluenti abiti di seta blu, ricamati in oro, ed un pendente d'oro con lo stesso ovale del pendente, smaltato di rosso, appeso ad una pesante catena d'oro. La Prima Consigliera si distingue ulteriormente perché l'ovale rosso sul pendente e sul diadema è composto di rubini, anziché di smalto. Inoltre il suo diadema è anche ornato con zaffiri e pietre di luna. Infine porta un pesante anello d'oro con sigillo. In città l'ordine viene mantenuto in maniera particolarmente rigida ed efficiente. Ai privati non è permesso portare armi; gli stranieri devono registrarsi quando arrivano in città e quindi lasciare le loro spade agli ingressi, oppure se le vogliono tenere, esse vengono sigillate con spaghi e sigilli di ceralacca e piombo, in modo da non poter essere adoperate. Se i legacci vengono trovati tagliati, i colpevoli subiscono una severa fustigazione e devono pagare delle multe. Persino le guardie cittadine indossano armi solo alle porte della città e sulle mura, ma devono lasciarle in caserma quando finiscono i loro turni. Delle ronde pattugliano continuamente le vie della città e tutti coloro che vengono colti a disturbare la tranquillità, vengono catturati con cappi applicati a lunghi bastoni e portati in prigione per essere giudicati.
Far Madding risulta completamente schermata dall'Unico Potere, più o meno come in uno degli Stedding Ogier, grazie ad un imponente ter'angreal, che viene chiamato il Guardiano. Esso può essere azionato dai non incanalatori ed è un enorme e complicato macchinario formato da tre diversi grandi dischi di colore opaco. Ciascuno dei tre dischi porta un indicatore di cristallo e dei gradi sono segnati lungo la loro circonferenza. Il guardiano crea tre zone di protezione sopra la città. La prima zona finisce sui ponti della città e scherma saidar, la seconda, più larga per circa un miglio attorno alla città, scherma saidin. La terza e più ampia zona che arriva fin oltre le colline, capta l'uso dell'Unico Potere da parte sia di uomini che donne. Quando il guardiano capta l'uso del Potere i tre segnali di cristallo puntano verso l'origine, indicando la posizione attraverso una triangolazione. I segnali di cristallo diventano rossi quando viene captato saidar e neri quando viene captato saidin.

### Market Sheran
Market Sheran è un piccolo villaggio appartenente al regno di Andor. Si trova nella zona centro-orientale del regno, sulla cosiddetta Strada per Caemlyn; lungo la strada, ad ovest, si trovano alcuni villaggi (Quattro Re, Arien), poi la città di Whitebridge sull'Arinelle ed infine il distretto minerario di Baerlon ai piedi delle Montagne di Nebbia, mentre ad est si trovano altri villaggi (come Carysford) ed infine, oltre il fiume Cary, la capitale Caemlyn; a sud vi sono campagne fino al medio corso del Cary e alle Colline di Kintara, mentre a nord si trova il Braem Wood. Market Sheran possiede una locanda, chiamata anch'essa Market Sheran, di proprietà di Rulan Allwine.
Nel ciclo de La Ruota del Tempo, il villaggio compare ne L'occhio del mondo, quando Rand al'Thor e Mat Cauthon, in fuga dal Myrddraal di Whitebridge e dall'Amico delle Tenebre di Quattro Re, si fermano nella locanda di Allwine per una notte; la mattina seguente tuttavia incontrano un ragazzo, Paitr Conel, che si rivela essere anch'egli un Amico delle Tenebre, e fuggono dal villaggio.

### Mayene

Bandiera di Mayene

Mayene è una piccola città-Stato del continente della Randland, che si trova a sud-est. Lo stendardo di Mayene consiste in un falcone dorato ad ali spiegate in campo blu. Mayene si trova su una piccola penisola che si prolunga per circa cento miglia nel Mare delle Tempeste. La penisola è separata dal resto del continente dalle cosiddette Terre Sommerse, una regione frequentemente invasa dalle maree e che perciò trasformano periodicamente la penisola in una vera e propria isola. Ad ovest Mayene confina con Tear ed in particolare con la città tairense di Godan, che si affaccia su un piccolo golfo (chiamato la Baia di Remara), che separa ad ovest la penisola mayenese dal resto del continente.
Mayene viene considerata la più piccole delle nazioni, la quale si trova sotto la costante minaccia di venire conquistata dalla vicina e ben più potente nazione di Tear. Per questo motivo una costante della politica dei suoi governanti è sempre stata anzitutto quella di assicurarsi l'appoggio di altri Stati più potenti, così controbilanciare l'espansione tairense, secondariamente di cercare di giocare le une contro le altre, le fazioni che dividono gli stessi Alti Signori di Tear. Mayene viene governata sin dalla sua fondazione, dalla dinastia Paeron dei Primi di Mayene, diretti discendenti dal Grande Imperatore Artur Hawkwing. In assenza dei Primi, i Secondi di Mayene si occupano di portare avanti gli affari di governo. La ricchezza principale del paese proviene dal commercio dell'olio di pesce ed i Mayenesi sono gli unici a conosce la posizione esatta dei ricchi banchi da pesca, da cui trarre questo prodotto. La posizione di Mayene, vicina all'isola di Cindalkin (del Popolo del Mare) e prossima a Shara, ha favorito inoltre la città per ciò che riguarda altri fruttuosi commerci. All'incirca nell'anno 698 della nuova Era, il Primo di Mayene Halvar, alzò i prezzi dell'olio di pesce della sua nazione, per evitare azioni ostili da parte di Tear, produttrice di olio d'oliva ed intenzionata a scoprire i banchi da pesca Mayenesi. Inoltre Halvar donò ai governanti di Tear un potente Ter'angreal dalla forma di una soglia in pietra rossa.
L'attuale governante di Mayene è la Prima Berelain sur Paendrag Tanreal di Casa Paeron, una giovane donna, bellissima e seducente, molto abile politicamente e come governante, la quale non si fa problemi nell'usare la sua bellezza e le sue doti femminili, quale migliore difesa per la sua piccola nazione. Berelain si trovava quasi nella condizione di ostaggio degli Alti Signori di Tear, quando il Drago Rinato conquistò la Pietra. Da quel momento Berelain ha offerto i suoi servigi al Drago (ha addirittura cercato di sedurlo), così da assicurare a Mayene il suo appoggio. Berelain ha perciò governato Cairhien in nome del Drago, ha poi inviato le sue truppe a liberarlo nella Battaglia dei Pozzi di Dumai, inoltre ha contribuito a rivelare gli intrighi di Colavaere Saighan. Inoltre Berelain ha cercato di sedurre anche uno dei migliori amici del Drago, Perrin Aybara (causando non pochi problemi al matrimonio di costui), perciò Berelain ha seguito quest'ultimo nelle sue imprese, aiutandolo in molti frangenti e sviluppando infine nei suoi confronti una sincera amicizia ed un grande rispetto. Le Guardie Alate di Mayene costituiscono il corpo d'élite del paese e si occupano soprattutto della sicurezza dei Primi. Nel corso del Libro XIV la maggior parte delle Sorelle dell'Ajah Gialla si rifugiano a Mayene, assieme a tutte le Ammesse e le Novizie; laggiù le Aes Sedai danno vita ad un enorme ospedale, per guarire i feriti dei vari campi di battaglia, trasferiti attraverso Portali per Viaggiare.

### Quattro Re
Quattro Re (nell'edizione originale inglese: Four Kings) è un villaggio relativamente grande appartenente al regno di Andor; il suo nome deriva dal fatto che in questo luogo durante la Guerra dei Cento Anni, prima della fondazione del villaggio, la regina Maragaine di Andor combatté e vinse quattro re nemici in una grande battaglia. Quattro Re si trova nella zona centro-orientale del regno, sulla cosiddetta Strada per Caemlyn; lungo questa strada, ad ovest, si trovano diversi villaggi (come Arien), poi la città di Whitebridge sull'Arinelle ed infine il distretto minerario di Baerlon ai piedi delle Montagne di Nebbia, mentre ad est si trovano altri villaggi (Market Sheran, Carysford) ed oltre il fiume Cary la capitale, Caemlyn; un'altra strada parte da Quattro Re e si dirige a sud, verso il Murandy, mentre a nord si estendono campagne fino al Braem Wood. Il villaggio è uno snodo importante del commercio di Andor: da qui infatti passano le carovane dalle miniere occidentali che si dirigono ad est a Caemlyn o a sud a Lugard (il commercio diretto tra Caemlyn e Lugard segue invece un'altra strada); per questo motivo Quattro Re è di dimensioni maggiori degli altri paesi limitrofi ed ospita non meno di quattro locande, quando invece molti villaggi ne hanno appena una.
Nel ciclo de La Ruota del Tempo, il villaggio di Quattro Re compare nel primo libro (L'occhio del mondo) quando Rand al'Thor e Mat Cauthon, in fuga dal Myrddraal di Whitebridge, si fermano nella locanda del Carrettiere Danzante. Saml Hake, il locandiere, li rinchiude in un vecchio magazzino sul retro per rubare loro la spada di Rand e il pugnale col rubino di Mat, e i due ricevono anche la visita di un Amico delle Tenebre, Howal Gode; tuttavia, grazie alla loro influenza di ta'veren, un fulmine colpisce il magazzino e crea una via di fuga per loro, che scappano dal Carrettiere Danzante e dal villaggio di Quattro Re.

### Salidar
Salidar è un piccolo villaggio che si trova nel regno di Altara, in una zona boscosa nei pressi della riva orientale del corso meridionale del fiume Eldar.
Salidar venne abbandonato circa una quarantina di anni prima dell'inizio della saga, nel corso della cosiddetta Guerra dei Manti Bianchi, perché, trovandosi sui confini, subiva le continue incursioni degli eserciti nemici. In seguito, a partire dal libro quarto, si viene a sapere che nel villaggio abbandonato, avevano trovato rifugio le Aes Sedai ribelli, che si erano opposte all'elezione di Elaida ad Amyrlin Seat, dopo la deposizione di Siuan Sanche. La località venne scelta per il suo valore simbolico, era infatti la patria della mitica Amyrlin Seat Deane Aryman, proveniente dall'Ajah Azzurra, che restaurò il potere della Torre Bianca, dopo i disastri causati dall'Amirlyn rossa Bonwhin. Inoltre, trovandosi nei pressi del confine con i Manti Bianchi (tradizionali nemici delle Aes Sedai) ed in una zona boscosa e nascosta, si prestava ottimamente come basa celata ed improbabile della ribellione (in realtà Elaida, grazie alle sue spie, già del Libro VI mostra di aver scoperto il rifugio delle ribelli, mandando così Tarna Feir, come ambasciatrice, per tentare un'improbabile riconciliazione). A Salidar si radunarono progressivamente più di trecentotrenta Aes Sedai ribelli, compresa la quasi totalità di quelle provenienti dall'Ajah Azzurra.  Esse, con i loro Custodi, diedero vita ad una Torre Bianca in esilio (chiamata simbolicamente la "Piccola Torre"), restaurando edifici in rovina, disboscando e dissodando terreni, raccogliendo un esercito alla cui guida posero poi il generale Gareth Bryne. Sei sorelle si assunsero inizialmente la guida di queste ribelli, formando il cosiddetto "Consiglio di Salidar": Sheriam, Anaya, Carlinya, Myrelle, Morvrin e Beonin.
Ma fino all'arrivo di Siuan, Min, Logain e Leane e poi quello di Nynaeve ed Elayne, le sorelle ribelli assunsero una posizione piuttosto attendista, timorose di compiere atti irreparabili nei confronti di quelle rimaste alla Torre. Nel corso del Libro VI ad esempio arrivò Tarna a Salidar, come ambasciatrice di Elaida, ma le ribelli risposero con atteggiamenti dilatori alle proposte di riappacificazione. Nel libro XII si viene poi a sapere che in questo atteggiamento attendista furono influenzate da un gruppo di Adunanti, inviate come infiltrate dai Capi delle Ajah, per cercare di ricomporre la frattura tra i due gruppi di sorelle. Ma furono ostacolate anche probabilmente dalla stessa Beonin, che nel Libro XI si rivela essere una spia di Elaida. Ad ogni modo Siuan, che ancora controllava gli occhi-e-orecchie (cioè i servizi spionistici) dell'Amyrlin Seat e quelli dell'Ajah Azzurra, riuscì a sbloccare la situazione. L'ex Amyrlin infatti fu molto abile nel manovrare e nello spronare le ribelli, anzitutto provocando un'ulteriore rottura con la Torre, grazie alla diffusione della falsa notizia che Logain Ablar era stato indotto a proclamarsi come Falso Drago dall'Ajah Rossa; poi Siuan indusse l'elezione di nuove Adunanti, per dare vita ad un Consiglio della Torre Bianca sostitutivo ed infine soprattutto provocando l'elezione della giovane Egwene al'Vere, come propria Amyrlin. Successivamente Egwene e Siuan, sfruttando la presenza minacciosa di Matrim Cauthon e della sua Banda della Mano Rossa, hanno convinto finalmente le ribelli a marciare alla riconquista della Torre Bianca, il che ha comportato un nuovo abbandono di Salidar.

### Shadar Logoth
Le rovine della città perduta di Shadar Logoh, l'antica Aridhol si situano in un punto non bene precisato tra le Praterie di Caralain ed il regno di Andor, lungo le rive del fiume Arinelle. Aridhol era la capitale del regno omonimo, che, per sfuggire all'avanzata dell'Ombra al tempo delle Guerre Trolloc, divenne preda di un diverso tipo di male. La causa di questo male fu il consigliere malefico Mordeth, che suggerì ai sovrani di Aridhol di non prestare aiuto al Manetheren in difficoltà e di combattere il male con l'egoismo e poi con altrettanta spietatezza e malvagità. La città presto cadde in rovina, mentre gli abitanti vennero vinti dalla paranoia e si sterminarono l'un l'altro.
Shadar Logoth, il nome che assunse la città, significa "là dove l'ombra attende", infatti nelle maestose rovine, durante la notte, si muove Mashadar, un essere predatorio, senza intelletto, nebuloso come nebbia, il cui tocco mortale assorbe l'anima delle sue vittime. Inoltre nella città si trovava ancora imprigionato lo spirito malefico di Mordeth, che ingannava gli sprovveduti visitatori a portare con sé un oggetto prezioso prelevato tra i tesori perduti, così da potersi diffondere nel mondo. Questo è il caso del pugnale malefico, preso sconsideratamente da Matrim Cauthon nel corso del primo libro. Sempre nel corso del primo libro, in città resta per un certo tempo anche Padan Fain che progressivamente si fonde con Mordeth.
Alla fine del libro VII tra le rovine della città avviene il duello tra il Reietto Sammael ed il Drago Rinato, nel corso del quale Rand ha uno strano incontro con Moridin (che avrà particolari conseguenze per entrambi) mentre Sammael viene preso da Mashadar. Alla fine del libro nono Shadar Logoth rimane completamente distrutta nel corso del processo di pulitura di Saidin, operato dal Drago Rinato. Al posto della città maledetta resta solo un enorme cratere circolare che presto verrà colmato da un lago.

### Tar Valon

Bandiera di Tar Valon

Tar Valon è una città-Stato nella quale sorge la Torre Bianca delle Aes Sedai. Lo stendardo della Torre Bianca è così configurato: al centro la bianca fiamma di Tar Valon, circondata dai colori delle sette Ajah, posti in strisce concentriche a spirale. La città di Tar Valon è stata costruita su di un'isola del fiume Erinin, alle pendici di Montedrago; l'isola porta lo stesso nome della città, ha una forma a losanga allungata e misura in lunghezza, da nord a sud, circa dieci miglia, mentre nel suo punto di massima larghezza, misura circa tre o quattro miglia, il che corrisponde a poco meno di cinquanta chilometri quadrati di superficie (per un paragone l'isola di Manhattan misura ottanta km²). L'isola sorse al tempo della Frattura del Mondo, quando il Drago di quell'epoca, Lews Therin Telamon, in un attimo di lucidità, dopo la pazzia che gli aveva fatto sterminare la propria famiglia, si suicidò attingendo una quantità enorme di Unico Potere; il suo atto fece innalzare Montedrago, un enorme cono vulcanico che è anche la montagna più alta del mondo, e l'innalzamento del monte fece deviare il corso del vicino fiume Erinin, dando forma all'isola di Tar Valon. Circa tremila e quattrocento anni dopo, proprio sulle pendici di Montedrago è nata la nuova incarnazione del Drago: Rand al'Thor.
La città è il fulcro dell'organizzazione delle Aes Sedai infatti al centro dell'isola di Tar Valon si trova la cosiddetta Torre Bianca (interamente costruita in pietra di colore candido), che oltre ad essere propriamente una torre altissima (supera cento spanne di altezza ed è perciò considerato il più alto edificio al mondo), indica anche l'insieme di palazzi e di edifici che le sorgono attorno; nella Torre ed in questi edifici, risiedono le Aes Sedai e soprattutto ha sede l'Amyrlin Seat, la massima autorità tra le Aes Sedai stesse; lo stesso termine è usato anche per indicare il consiglio che ella presiede, il Consiglio della Torre Bianca, formato da tre rappresentanti per ogni Ajah. Grazie alla sua posizione centrale nel continente, su un fiume navigabile ed ampiamente sfruttato, Tar Valon è una città ricchissima, soprattutto per i commerci ed è anche la più popolata del continente delle Terre Bagnate, con circa mezzo milione di abitanti. La città di Tar Valon viene considerata la più bella del mondo conosciuto, i palazzi principali sono stati costruiti da artigiani Ogier e le costruzioni si distinguono per la loro natura organica. Tar Valon è circondata da due cerchie di mura, che sono state costruire e rafforzate con l'uso dell'Unico Potere: all'interno della cerchia più esterna, che racchiude tutta l'isola, risiede la quasi totalità della popolazione cittadina, le persone comuni; invece nella cerchia interna si trova la Torre Bianca con tutti gli edifici amministrativi, culturali e residenziali delle Aes Sedai e dei loro Custodi (quindi vi risiedono anche le guardie cittadine e tutti i servitori ed impiegati delle Aes Sedai). Tra questi edifici centrali, si trova la celebre Biblioteca di Tar Valon, la più grande del mondo, curata dall'Ajah Marrone. All'interno della città si trova anche un boschetto Ogier e nei suoi pressi una porta delle Vie, infatti proprio gli Ogier, con la loro arte di costruttori, hanno contribuito a rendere la città una delle più belle al mondo. Alla città si può accedere o attraverso gli otto ponti che scavalcano entrambe le rive del fiume Erinin, oppure via nave, approdando nei porti circolari, posti alle estremità nord e sud dell'isola. Questa città è ritenuta inespugnabile, ma in realtà durante le Guerre Trolloc (avvenute circa duemila anni prima delle vicende di Rand e dei suoi amici) la Progenie dell'ombra ed i Signori del Terrore riuscirono a violarne le difese, arrivando persino a minacciare la stessa Torre Bianca. Un migliaio di anni prima delle vicende del Drago Rinato, Tar Valon venne inoltre assediata inutilmente per quasi venti anni dagli eserciti di Artur Hawkwing, perché egli, come i Figli della Luce, venne convinto che le Aes Sedai fossero in realtà alleate dell'Ombra.

### Taren Ferry
Taren Ferry è il più settentrionale dei quattro villaggi della regione dei Fiumi Gemelli, nel regno di Andor, ed è alquanto differente dagli altri: è il meno isolato, poiché a Taren Ferry vi è l'unico modo per entrare ed uscire dalla regione, e ci sono molti più scambi con l'esterno; questa differenza ha dato origine alla credenza, negli altri villaggi, che la gente di Taren Ferry sia strana e poco affidabile, e di riflesso a Taren Ferry si ritiene che gli altri villaggi siano "inferiori". Taren Ferry è attraversato dal fiume Taren, e deve il suo nome al traghetto che permette la comunicazione con l'esterno. A sud è collegato dalla Strada Settentrionale con Watch Hill ed Emond's Field, mentre a nord un'altra strada sulla sponda opposta conduce a Baerlon; ad ovest si trovano il Bosco Occidentale e le Colline Sabbiose, ed ancora più ad ovest si stagliano le Montagne di Nebbia, su cui si trova il Velo di Eldrene (una cascata considerata la fonte del Taren); ad est si trovano campi aperti.
Taren Ferry viene attraversato ne L'occhio del mondo dal gruppetto in fuga da Emond's Field: Rand al'Thor, Perrin Aybara, Matrim Cauthon, Egwene al'Vere, l'Aes Sedai Moiraine Damodred, il Custode Lan Mandragoran e il menestrello Thom Merrilin; essi vengono traghettati da mastro Torralta e altri sei uomini dall'altra parte del Taren, e poi Moiraine affonda la loro barca. Poco tempo più tardi, anche Nynaeve al'Meara attraversa il Taren sullo stesso traghetto. Ne L'ascesa dell'Ombra, Taren Ferry viene prima sottomessa dai Figli della Luce e poi distrutta dalla seconda orda di Trolloc; nel prologo de Il signore del caos, si dice che la gente che viveva intorno al villaggio lo sta ricostruendo, e che Milla al'Azar è la nuova Sapiente. Gli unici abitanti noti di Taren Ferry sono mastro Torralta e la Sapiente Milla al'Azar.

### Tear

Bandiera di Tear

Tear è una potente città-Stato che costituisce uno dei principali Stati del continente della Randland, si trova a sud-est e si affaccia al Mare delle Tempeste. I suoi abitanti sono detti Tairenesi (anche se nei libri in italiano il termine inglese Tairens è stato spesso tradotto in Tarenesi).L'autore in una intervista aveva affermato che i Tairenesi parlano un inglese con un accento ispanico. La descrizione del paese sotto molti aspetti ricorda quella della Penisola Iberica, mentre quello della popolazione ricorda aspetti delle popolazioni dell'Asia Orientale. Lo Stendardo di Tear è così costituito: tre crescenti di luna d'argento, disposti in diagonale su un campo trinciato, mezzo rosso e mezzo oro.
Il territorio di Tear si estende su una notevole porzione del territorio sud orientale del continente. Ad ovest il confine si estende verso le Piane di Maredo, contese alla rivale Illian; a nord il confine si perde nella grande foresta di Haddon Mirk; ad est arriva alle pendici della Dorsale del Mondo, mentre tutto il sud del paese si affaccia al Mare delle Tempeste, con una propaggine peninsulare che si protende verso la città-stato di Mayene. Da nord a sud il paese viene attraversato dal tratto finale del grande fiume Erinin, che entra nel mare con un vasto delta, detto le Dita del Drago. Presso il delta si trova l'omonima e potente capitale, la città di Tear, che con circa trecentomila abitanti è tra le maggiori del continente, con un porto, sia fluviale che marittimo, tra i più attivi. Ad est si trova Godan, l'unica altra città di una certa rilevanza presente nel paese.
Tear è un ex regno, infatti ormai da molti secoli gli Alti Signori di Tear, cioè i maggiori nobili del paese, hanno preso in mano le redini del governo senza più nominare alcun sovrano. Tear si trova molto spesso in conflitto con la rivale città-stato di Illian, che si trova ad ovest, per il possesso delle Piane di Maredo e per rivalità di tipo commerciale; un'altra delle costanti della politica estera di Tear è stata quella di voler conquistare direttamente, o perlomeno riuscire a controllare in modo indiretto, la piccola città-stato di Mayene, che si trova invece a sud-est. Negli anni recenti Tear è stata conquistata dal Drago Rinato, dopo essere stata per un breve periodo sotto l'influenza del Reietto Be'lal, camuffato come Alto Signore Samon. Il Drago ha introdotto delle misure a favore della popolazione più umile ed ha cercato di porre dei limiti allo strapotere ed agli intrighi degli infidi Alti Signori, alcuni dei quali si sono ribellati. Il Drago quindi ha nominato l'Alto Signore Darlin Sisnera quale suo Sovrintendente. Gli Alti Signori ribelli hanno in seguito accettato le condizioni per porre fine alla loro rivolta, con la nomina di Darlin a Re di Tear. Nel Libro XIII l'Amyrlin Egwene scambia una fitta corrispondenza con Re Darlin, per indurlo ad appoggiarla, recandosi con tutto il suo esercito alla Piana di Merrilor.
La popolazione Tairenese viene descritta con una carnagione piuttosto scura, ma non nera. Diversamente da molti altri stati del continente, negli ultimi secoli Tear non venne governata da un sovrano, bensì da un Consiglio di Alti Signori nobili. Il numero di Alti Signori con il diritto di sedere nel Consiglio è variato molto nel corso del tempo, da un minimo di sei ad un massimo di venti. Tear è un paese relativamente ricco e le sue maggiori ricchezze derivano dalla esportazione dei celebri arazzi e tappeti tairenesi e dalla produzione dell'olio d'oliva; abbondanti sono anche le produzioni di grano e di pesce; sono inoltre molto celebri gli allevamenti di stalloni e cavalli. Purtroppo la nobiltà di Tear sfrutta in maniera indecente il resto della popolazione, tenuta in condizioni miserevoli e senza il diritto neppure di fare causa ad un membro appartenente alla nobiltà, infatti questi ultimi ritengono le persone comuni come degli esseri inferiori. Esiste infatti all'interno della stessa capitale un muro per separare la zona residenziale riservata alla nobiltà, pavimentata e lussuosa, dalle zone fangose abitate dal resto della popolazione. L'avvento del Drago Rinato ha però introdotto molti correttivi a questa situazione di disparità sociale. I nobili vestono portando abiti con maniche a sbuffo, del tipo di quelle portate nel secolo XVI in Europa, i tessuti intagliati nelle maniche solitamente recano i colori della casata; inoltre gli uomini portano stivali intarsiati d'argento e barbe e baffi a punta. Le nobildonne portano vesti dalle gonne ampie e sempre con maniche a sbuffo e raccolgono i capelli in cuffie o retine impreziosite di gemme o perle. I popolani per spostarsi nelle strade fangose della zona povera della città, a loro riservata, legano sotto le scarpe o i loro piedi nudi, delle tipiche tavolette di legno che restano sollevate da terra. Inoltre indossano dei caratteristici cappelli di paglia a tronco di cono.
La città è dominata dalla celebre Pietra di Tear, una enorme ed imponente fortezza, sede degli Alti Signori; essa venne costruita con l'Unico Potere da un gruppo di Aes Sedai, scavando e modellando una intera collina rocciosa, verso la fine della Frattura del Mondo, allo scopo di custodire il sa'angreal Callandor fino all'avvento del Drago Rinato (la sala dove si trovava Callandor era detta il Cuore della Pietra); in seguito al suo interno vennero raccolti e custoditi altri artefatti legati all'Unico Potere (come Angreal, Ter'angreal) dando forma ad una notevole collezione, detta la Grande Proprietà di Tear. I Difensori della Pietra sono il corpo militare d'élite dello Stato di Tear.

### Watch Hill
Watch Hill è un villaggio che sorge su una piccola collina che dà il nome al villaggio. Watch Hill si trova nella regione dei Fiumi Gemelli, nel regno di Andor; tuttavia generazioni di isolamento della regione, senza che un solo soldato o esattore delle tasse andorano vi entrasse, hanno fatto sì che a Watch Hill (e nel resto dei Fiumi Gemelli) nessuno ricordasse più di far parte di un regno. Watch Hill è attraversata dalla Strada Settentrionale, che la collega a sud ad Emond's Field e a nord a Taren Ferry; ad ovest si trovano il Bosco Occidentale e le Colline Sabbiose, e ancora più ad ovest vi sono le Montagne di Nebbia; ad est ci sono solo campi aperti fino alle propaggini settentrionali del Waterwood, il fitto bosco paludoso alimentato dall'Acquitrino.
Negli eventi de La Ruota del Tempo, Watch Hill non ha grande rilevanza. Il villaggio viene rapidamente attraversato (ne L'occhio del mondo) dal gruppetto di fuggitivi di Emond's Field inseguito dal Myrddraal e dal Draghkar: Rand al'Thor, Perrin Aybara e Matrim Cauthon (tre ta'veren originari di Emond's Field), l'Aes Sedai Moiraine Damodred e il suo Custode Lan Mandragoran, Egwene al'Vere (figlia del sindaco di Emond's Field, Bran al'Vere) e il menestrello Thom Merrilin. Ne L'ascesa dell'Ombra è teatro di alcuni eventi durante la seconda ondata di Trolloc nei Fiumi Gemelli ed il ritorno nella regione di Perrin Aybara. La locanda del paese si chiama il Cinghiale Bianco.

### Whitebridge
Whitebridge è una città che si trova nella parte centrale del regno di Andor; giace sulla sponda orientale del fiume Arinelle, che in quel punto compie l'ultimo tratto verso sud prima di gettarsi nel Manetherendrelle. Il nome deriva dal Ponte Bianco, il ponte che valica l'Arinelle all'ingresso della città (è l'unico ponte a sud di Maradon in Saldea, più di 3000 km a monte, che valica quel fiume): questo ponte è costruito con un misterioso materiale bianco latteo robustissimo molto largo ed alto il doppio dell'albero maestro delle barche che vi passano sotto.. Nynaeve nel libro I dice che il suono degli zoccoli sul ponte è quello di ferro su ferro, per cui probabilmente è costituito da cuendillar, e sarebbe quindi un residuo dell'Epoca Leggendaria (il cuendillar viene riscoperto solo nel libro X). Whitebridge è una città alquanto piccola, se confrontata con la capitale Caemlyn, ma è delle stesse dimensioni di Baerlon (anche se meno affollata) ed è ben più grande dei villaggi dei Fiumi Gemelli o di quelli lungo la strada che la separa da Caemlyn. Whitebridge si trova circa nel mezzo della Strada per Caemlyn, la strada che collega la capitale Caemlyn ad est al distretto minerario di Baerlon ad ovest; inoltre è l'unico porto fluviale tra Maradon a nord e i villaggi sul Manetherendrelle ed Illian a sud; queste due caratteristiche la rendono una città di fiorenti scambi via terra e via acqua, basata sul commercio. La Strada per Caemlyn prosegue ad ovest senza alcun villaggio o fattoria fino a Baerlon; ad est invece la Strada è costellata di villaggi (Arien, Quattro Re, Market Sheran, Carysford) e fattorie isolate (come quella di Else Grinwell) fino alla capitale. Whitebridge ha al centro, nel punto in cui il Ponte tocca terra sulla riva orientale, una grande piazza lastricata in cui si trovano numerose locande, tra cui il Riposo dei Viandanti; oltre che dal Ponte, si può uscire dalla città anche da una porta nelle mura sul lato orientale, collegata all'Arinelle dalla Strada per Caemlyn che attraversa la città.
Nel ciclo de La Ruota del Tempo, Whitebridge appare per la prima volta ne L'occhio del mondo, quando Rand al'Thor, Mat Cauthon e il menestrello Thom Merrilin giungono alla città sulla nave Spray di Bayle Domon discendendo l'Arinelle dopo le vicissitudini a Shadar Logoth. La nave compie una sosta di una giornata al porto, e i tre sbarcano in città con l'intenzione di attendere gli altri componenti del gruppo disgregatosi a Shadar Logoth (Moiraine Damodred, Lan Mandragoran, Egwene al'Vere, Perrin Aybara e Nynaeve al'Meara) oppure di proseguire il viaggio per Caemlyn, mentre la Spray avrebbe ridisceso il fiume il giorno seguente fino ad Illian. Rand, Mat e Thom si fermano alla locanda Riposo del Viandante, ma lì vengono raggiunti da alcune voci: Padan Fain e un Myrddraal stanno cercando alcune persone che corrispondono alla descrizione loro e degli altri del gruppo; in più, un marinaio della Spray, Gelb, risentito con i tre, mette in giro la voce nella locanda stessa che Rand, Mat e Thom sono Amici delle Tenebre. Essi lasciano immediatamente la locanda e si dirigono verso la porta orientale, ma vengono inseguiti da un Myrddraal; Thom si lancia verso di lui con pugnali impregnati di potere e permette la fuga di Rand e Mat, che scappano da Whitebridge verso est. Non si sa nulla del destino di Thom fino al libro seguente, La grande caccia, dove si scopre che è sopravvissuto, sebbene con una gamba irrigidita. Pochi giorni dopo, Moiraine, Lan e Nynaeve giungono anch'essi a Whitebridge attraverso il Ponte Bianco, dopo aver cavalcato verso sud sulla sponda occidentale dell'Arinelle da Shadar Logoth; trovano una città ancora terrorizzata dalla comparsa del Myrddraal ed alcune case bruciate nella piazza centrale. Si fermano al Riposo del Viandante ricevendo lì notizia del passaggio di Rand, Mat e Thom, e Moiraine decide di seguire Perrin, l'unico ragazzo che può ancora localizzare con certezza (grazie al pegno che gli aveva dato ad Emond's Field); escono rapidamente da Whitebridge attraverso la porta orientale, e si dirigono a nord-est verso la carovana dei Calderai ed Elyas Machera. Presso Withebridge, nel Libro XIII, si accampa poi per breve tempo Perrin con il suo vastissimo seguito, prima di proseguire verso la Piana di Merrilor. L'unico abitante di Whitebridge nominato nel ciclo è Bartim, il locandiere del Riposo del Viandante.

## Località

### Acquitrino
L'Acquitrino (nell'edizione originale inglese: The Mire) è una palude; si trova nell'angolo sud-orientale della regione dei Fiumi Gemelli, nel regno di Andor; a nord si trasforma gradatamente nel Waterwood, ad est è delimitato dal fiume Taren, a sud il Fiume Bianco lo separa dalla Foresta delle Ombre, mentre ad ovest si estendono i campi aperti che lo separano dal villaggio di Deven Ride. È un luogo paludoso e pieno di sabbie mobili, dove pochissimi si sono recati (tra questi vi sono i tre protagonisti, Rand al'Thor, Matrim Cauthon e Perrin Aybara); esso è originato dai mille rivoletti in cui si divide la Fonte di Vino: dopo essere uscito da Emond's Field ed aver attraversato i Fiumi Gemelli in direzione ovest-est, questo fiume si dirama alimentando il Waterwood e l'Acquitrino prima di gettarsi nel Taren e nel Fiume Bianco. Per questa sua caratteristica impraticabilità, è uno dei motivi per cui la regione dei Fiumi Gemelli è così isolata: insieme al rapido corso del Fiume Bianco, alla pericolosità della Foresta delle Ombre, all'ampiezza del Taren ed alla cattiva nomea delle Montagne di Nebbia, l'Acquitrino fa sì che pochissimi entrino ed escano dalla regione.

### Braem Wood
Braem Wood è una foresta che si estende nella parte nord-orientale del regno di Andor; ad est le sue propaggini giungono fin oltre il fiume Erinin, in territorio cairhienese, a nord-ovest è delimitato dalle Praterie di Caralain, mentre a sud si trovano le campagne coltivate della regione intorno a Caemlyn. In questa foresta sorgono diversi villaggi: il più importante è New Braem (presso le sorgenti del Cary), che sorge vicino al luogo in cui si trovava la città di Braem, costruita dagli Ogier in Coremanda dopo la Frattura del Mondo e distrutta durante le Guerre Trolloc; altri villaggi che si trovano nella foresta sono le Sorgenti di Kore e Jornhill, nella parte occidentale. La strada principale che collega Caemlyn a Tar Valon attraversa la foresta, passando per New Braem; un'altra strada, la Strada di Quattro Re, collega le Sorgenti di Kore al villaggio di Quattro Re.
Nel ciclo de La Ruota del Tempo, il Braem Wood compare per la prima volta ne I fuochi del cielo, dopo la fuga di Min Farshaw, dell'ex-Amyrlin Seat Siuan Sanche, dell'Aes Sedai Leane Sharif e del Falso Drago Logain Ablar da Tar Valon; i quattro sono giunti nel Braem Wood e si sono rifugiati in una stalla alle Sorgenti di Kore, ma per errore Logain vi appicca un incendio e poi fugge, lasciando che Min, Siuan e Leane vengano processate. Gareth Bryne, lord della zona, le condanna a lavorare per lui, ma le tre donne vengono portate via da Logain, che le porta a sud lungo la Strada di Quattro Re fino a Lugard; Gareth Bryne le insegue. Il Braem Wood compare anche ne Il cuore dell'inverno: a New Braem infatti si accampano i quattro eserciti provenienti dalle Marche di Confine, quello della Saldea (guidato da Tenobia Kazadi), quello del Kandor (guidato da Ethenielle Cosaru Noramaga), quello dell'Arafel (guidato da Paitar Nachiman) e quello dello Shienar (guidato da Easar Togita); Elayne Trakand si reca a New Braem con Birgitte e Aviendha per capire le loro intenzioni, e scopre che i regnanti delle Marche di Confine vogliono parlare con il Drago Rinato Rand al'Thor per convincerlo a recarsi a nord.

### Collina di Natrin
Collina di Natrin (Natrin's Barrow in originale) è una località dell'Arad Doman. A Natrin's Barrow, nei pressi di un lago montano ed un importante passo, venne costruita una imponente fortezza da parte di una casata nobile domanese, che in seguito i sovrani del paese acquisirono e trasformarono in una magnifica residenza, visto che la località si trovava anche in una posizione amena, con una vista panoramica spettacolare. A Natrin's Barrow, secondo i suoi gusti estetici particolari, sceglie di risiedere Graendal, facendone il suo rifugio segreto, da cui disseminare il caos nel regno. Laggiù la Reietta raccoglie, oltre a numerosi servitori, anche tutti quelli che con la sua pesante compulsione ha trasformato in suoi giocattoli erotici. Tra gli altri si sa che tiene con sé un fratello di re Alsalam, una sua cognata, la sua sorella più giovane e la figlia più vecchia, ma viene anche detto che il re non è abbastanza bello per essere mantenuto tra i suoi giocattolini.
Nel Libro XII Nynaeve riesce a svelare alcuni degli intrighi della Reietta e, rimuovendo la compulsione da un povero ragazzo, scopre il nascondiglio di Graendal. Perciò con uno stratagemma Rand al'Thor prima si assicura che la Reietta sia presente nel luogo e poi con il Fuoco Malefico cancella l'intero palazzo di Natrin's Barrow dal disegno, senza pietà, assieme a tutti i suoi numerosi abitanti (il che induce Nynaeve e Min a rivedere il loro appoggio incondizionato nei confronti di Rand). Nel Prologo del Libro XIII si scopre che Graendal, all'ultimo istante, riesce a sfuggire all'attacco, riuscendo nel frattempo ad eliminare Aran'gar e Delana Mosalaine, che erano sue ospiti.

### Fiumi Gemelli
I Fiumi Gemelli (nell'edizione originale inglese The Two Rivers) sono il luogo di provenienza dei tre maggiori protagonisti del ciclo, Rand al'Thor, Matrim Cauthon e Perrin Aybara e di altri personaggi importanti come Egwene al'Vere e Nynaeve al'Meara. L'autore ha basato la descrizione dei Fiumi Gemelli sul suo paese natale, Charleston, nella Carolina del Sud; tuttavia vi sono anche straordinarie somiglianze con la Contea, tra cui il fatto di essere compresa tra due fiumi e di produrre tabacco noto in tutto il mondo. Robert Jordan ha affermato in un'intervista che gli abitanti dei Fiumi Gemelli parlano inglese con accento irlandese.
La regione dei Fiumi Gemelli si trova nel continente di Randland, all'estremo occidente del regno di Andor; dalla scala dedotta dal The World of Robert Jordan's The Wheel of Time di Teresa Patterson, la larghezza da ovest a est della regione è circa 250 km, mentre da nord a sud è circa 200 km. Essa era delimitata ad ovest dalle Montagne di Nebbia, a sud dal Fiume Bianco (chiamato, al di fuori della regione, Manetherendrelle) e a nord e ad est dal fiume Taren, un affluente del primo; questi due fiumi danno il nome alla regione. La regione è estremamente isolata dal resto del mondo: essa appartiene ad Andor, ma soldati ed esattori delle tasse non si sono fatti vedere per generazioni, cosicché gli abitanti del luogo non ricordano nemmeno più di essere parte di un regno. La ragione del suo isolamento è nella geografia del luogo: ad ovest e a sud, sia le Montagne di Nebbia che il Fiume Bianco sono considerati invalicabili; ad est si trovano le distese del Waterwood e dell'Acquitrino, formate dalla palude che la Fonte di Vino forma prima di gettarsi nei due fiumi principali con decine di rigagnoli; a nord infine, il Taren è attraversabile solamente per mezzo del traghetto del villaggio di Taren Ferry, che viene così ad essere l'unico accesso all'intera regione. Nella parte occidentale dei Fiumi Gemelli, addossate alle montagne, si trovano le Colline Sabbiose, che un tempo, prima della Frattura del Mondo, erano state le coste dell'oceano; su di esse si trova il Bosco Occidentale, che rispetto al resto della regione è meno coltivabile. Ad est del bosco si trovano i quattro villaggi della regione, che racchiudono la quasi totalità (eccetto fattorie sparse) della popolazione dei Fiumi Gemelli: da nord a sud essi sono Taren Ferry (sulle rive del Taren), Watch Hill, Emond's Field (il principale) e Deven Ride; questi villaggi sono collegati da una strada che porta due nomi: a nord del Ponte Carraio di Emond's Field essa si chiama Strada Settentrionale, e termina sul Taren, mentre a sud si chiama Strada Antica, e termina sul Fiume Bianco; un'altra strada, la Strada della Cava, attraversa il Bosco Occidentale e termina ad Emond's Field. Sempre da quel villaggio, dallo spiazzo centrale chiamato Parco, parte l'unico fiume importante dei Fiumi Gemelli eccetto i due di confine, la Fonte di Vino, che termina in mille ruscelletti nel Taren e nel Fiume Bianco. La parte orientale è dominata dal Waterwood, o Bosco di Fiume, e dall'Acquitrino che lo alimenta.
La regione dei Fiumi Gemelli è stata anticamente il nucleo di un regno potente, il Manetheren, uno di quelli che firmarono il Patto delle Dieci Nazioni; la sua capitale, chiamata anch'essa Manetheren, si trovava nei pressi di Emond's Field. Durante le Guerre Trolloc, il paese combatté con il suo esercito al fianco di quelli degli altri Stati del Patto, ma fu attaccato da una gigantesca armata di Trolloc e fu tradito dall'Amyrlin Seat di quel tempo, Tetsuan, che persuase le altre nazioni a non aiutarlo; re Aemon cadde sul campo, e la regina Eldrene ay Ellan ay Carlan (nota anche come Ellisande), una potente Aes Sedai, nel tentativo di uccidere i generali nemici uccise se stessa e distrusse la capitale del regno. Il Manetheren fu sopraffatto e non si risollevò più. I profughi, tornati in patria, fondarono le piccole comunità che formarono nel tempo i Fiumi Gemelli; il luogo dove cadde Aemon fu chiamato Aemon's Field, che col tempo fu storpiato in Emond's Field.
I Fiumi Gemelli hanno visto la nascita, nel villaggio di Emond's Field, di tre ta'veren, i protagonisti del ciclo de La Ruota del Tempo: Rand al'Thor, Matrim Cauthon e Perrin Aybara. Ne L'occhio del mondo, i tre attirano l'attenzione del Tenebroso, che manda Padan Fain nel villaggio a guidare un'armata di Trolloc, Myrddraal e Draghkar per prendere i ragazzi, ma essa viene sconfitta e i tre messi in salvo dall'Aes Sedai Moiraine Damodred e dal suo Custode Lan Mandragoran; il gruppo, a cui si uniscono anche Egwene al'Vere e il menestrello Thom Merrilin, scappa dai Fiumi Gemelli attraverso il traghetto di Taren Ferry verso la città di Baerlon. Poco dopo, anche Nynaeve al'Meara esce dai Fiumi Gemelli e si mette alla loro ricerca. Dopo che Rand si proclama Drago Rinato al termine de La grande caccia, l'isolamento dei Fiumi Gemelli si interrompe. Innanzitutto, la grande migrazione di profughi dai regni occidentali (Tarabon, Falme, Arad Doman) porta moltissimi forestieri nella regione. Poi, Padan Fain ritorna e guida un'altra armata ben più grande nei Fiumi Gemelli attraverso le Vie; la notizia dell'armata richiama Perrin nei Fiumi Gemelli all'inizio del quarto libro (L'ascesa dell'Ombra), accompagnato dall'Ogier Loial, da Faile Bashere e da Gaul, Bain e Chiad (tre Aiel). Perrin, con l'aiuto della popolazione locale e di due Aes Sedai già sul posto (Verin Mathwin e Alanna Mosvani), riesce a sconfiggere l'armata della Progenie dell'Ombra e a scacciare quella dei Figli della Luce, che aveva occupato la regione; Perrin sposa Faile e viene proclamato lord, diventando così il primo nobile a governare de facto i Fiumi Gemelli da secoli. Perrin poi parte ne Il signore del caos ed esce dal suo paese con un piccolo manipolo per dare man forte a Rand, e lo libera dal suo rapimento durante la Battaglia dei pozzi di Dumai.
I Fiumi Gemelli fanno ufficialmente parte del regno di Andor, ma in pratica ognuno dei quattro villaggi è autonomo. Ogni villaggio è retto da un Sindaco che presiede il Consiglio del Villaggio, un'assemblea di soli uomini con poteri ad esempio sul commercio del villaggio; il Consiglio è affiancato da una sua controparte femminile, la Cerchia delle Donne, con cui spesso si scontra. Un'altra figura importante dei quattro villaggi (ed in generale dei villaggi dell'intero Randland) è la Sapiente, una guaritrice che prevede anche il tempo atmosferico; questa figura è talvolta una donna in grado di incanalare. Il Sindaco di Emond's Field è Bran al'Vere, padre di Egwene. La Sapiente di Emond's Field è stata Nynaeve al'Meara, ma dopo la sua partenza è diventata Daise Congar. In seguito agli eventi accaduti dopo la Rinascita del Drago, Perrin Aybara e Faile Bashere sono stati dichiarati lord e lady dei Fiumi Gemelli, ed il governo della regione è passato in mano loro.

### Foresta di Haddon Mirk
È una zona boscosa che si trova a nord di Tear, un tempo era la sede del regno ormai scomparso di Mar Haddon. Nella foresta si sono rifugiati, con i loro eserciti, alcuni nobili tarenesi, che non hanno accettato il governo del Drago Rinato a Tear, tra di questi il più importante è l'Alto Signore Darlin Sisnera (destinato a diventare il primo re di Tear da molti anni a questa parte)

### Hardan
Questa regione pianeggiante si trova tra la Dorsale del Mondo, Cairhien, Tar Valon e le Marche di Confine. Risulta ormai praticamente disabitata, salvo sparse fattorie, era l'antica sede del regno omonimo, la cui capitale, ormai in rovina, è stata spogliata di tutti i materiali da costruzione.

### La Grande Macchia e Shayol Ghul
È una zona completamente malsana che occupa tutta la parte settentrionale del continente, dove la vegetazione cresce in maniera malata, in un clima innaturalmente sempre tiepido ed umido. Nella Grande Macchia, posta sotto il dominio dei Myrddraal e dei Trolloc, prospera ogni tipo di Progenie dell'Ombra. Inoltre nella Grande Macchia si trova la grande montagna di Shayol Ghul, il luogo in cui sono stati sigillati il Tenebroso ed i Tredici Reietti. Dentro la montagna si trova il Pozzo del Destino, che è il foro sigillato tra le dimensioni, da cui il Tenebroso dovrà liberarsi e da cui però fa già percepire il suo tocco malefico sul mondo. Nei pressi di Shayol Ghul si trova inoltre la valle di Thakan'dar dove vengono forgiate le spade dei Fade e le armi dei Trolloc. Non lontano da Thakan'dar e da Shayol Ghul si trova "La città", un centro urbano completamente costruito da schiavi, abitato da Amici delle Tenebre e nella quale tiranneggiano gli Samma N'Sei.

### Montagne della Nebbia
Le Montagne di Nebbia (nell'originale inglese Mountains of Mist) sono una catena montuosa che si trova nella parte occidentale del continente di Randland; le Montagne si estendono da nord a sud per circa 2500 km separando gli Stati costieri dell'ovest da quelli dell'entroterra. La catena comincia a sud dalla città di Amador (capitale del regno di Amadicia) e prosegue a nord, segnando il confine tra Amadicia e Tarabon; l'Amadicia poi lascia il posto al regno di Ghealdan, la cui capitale Jehannah si trova alle pendici delle Montagne, e un po' più a nord (all'altezza della Foresta delle Ombre nel Ghealdan) il regno di Tarabon termina nella Piana di Almoth. La catena separa la parte settentrionale della Piana dal regno di Andor, che in questo punto forma la regione dei Fiumi Gemelli; all'altezza della città di Baerlon (ad est della catena), dall'altro versante si trova il Paerish Swar, l'unico grande lago del continente, presso cui sorge Katar. Ancora più a nord, la catena separa il regno di Arad Doman ad ovest e le lande disabitate sulla riva occidentale dell'alto Arinelle ad est; infine, nell'estrema punta settentrionale, le Montagne di Nebbia digradano nelle terre deserte a nord dell'Arad Doman fino al confine meridionale della Saldea. Parecchi fiumi nascono o sono alimentati dalle Montagne di Nebbia. Sul versante occidentale, il grande Andahar e le decine di suoi affluenti nascono da questa catena; a nord del Paerish Swar, sia l'Akuum che il Dhagon provengono dalle Montagne. Dal versante orientale invece provengono alcuni affluenti dello Sharia, poi l'Eldar ed il suo affluente più importante, il Boern; nei Fiumi Gemelli, sia il Manetherendrelle (o Fiume Bianco) sia il Taren (che nasce dal Velo di Eldrene) sgorgano dalle Montagne di Nebbia; infine, esse alimentano anche l'alto corso dell'Arinelle, che però nasce nelle Montagne di Dhoom.
Nella storia de La Ruota del Tempo, le Montagne di Nebbia sono ritenute dalla gente dei Fiumi Gemelli un luogo che porta sfortuna, anche solo nelle sue propaggini più basse e nei territori circostanti come le Colline Sabbiose; tuttavia vi si trovano grandi giacimenti di oro, argento, rame e ferro, e vi sono miniere nella catena (Baerlon è una città mineraria, e anche la Strada della Cava può essere testimonianza di tale attività). Nelle Montagne di Nebbia si trovano sei stedding, ed anche una Porta delle Vie (quella del Manetheren).

### Montedrago
Montedrago è un enorme cratere vulcanico, presente nell'immaginario mondo della Randland. Viene considerata la montagna più alta della terra e nessuno scalatore è mai riuscito a giungere sulla cima per poi ritornare vivo. Essa fu creata all'inizio della Frattura del Mondo, da Lews Therin Telamon che, impazzito per aver sterminato la propria famiglia, per suicidarsi fece esplodere tutta la quantità di Unico Potere che poteva incanalare, facendo eruttare il terreno in modo devastante. L'innalzamento del vulcano fece deviare il corso del fiume Erinin e formare l'isola su cui sarebbe poi sorta la città di Tar Valon.
La presenza incombente della montagna viene descritta numerose volte nel corso della saga: in Nuova Primavera, durante la Guerra Aiel e la Battaglia delle Mura Lucenti, viene annunciata la rinascita del Drago sulle sue pendici, grazie al vaticinio di Gitara Sedai; perciò attorno alla montagna si svolgono i rilevamenti del censimento voluto dall'Amyrlin Seat per cercare di ritrovare il neonato. Negli altri libri la sua presenza incombente torna di nuovo soprattutto da quando le Aes Sedai ribelli installano il proprio campo d'assedio a Tar Valon, proprio sulla piana alle pendici del monte. Alla fine del Libro XII, Rand al'Thor, che ha passato un lungo periodo nel quale era precipitato nell'ombra, nella paranoia e nella cupezza, rimane estremamente turbato per l'incontro con suo padre, Tam al'Thor; egli quindi fallisce nel suo intento di distruggere l'intera Ebou Dar e tutti i Seanchan, perciò si reca sulla cima di quella che era stata la propria tomba, cioè esattamente Montedrago, per fare i conti con se stesso ed il senso della sua missione. Disperato e dopo essere giunto sul punto di distruggere il mondo con il Choedan Kal, finalmente ottiene l'illuminazione necessaria a comprendere a cosa serva per l'umanità il vivere, per poi morire e quindi rivivere continuamente i propri errori; giunto a questa epifania Rand perciò scioglie tutta la sua freddezza e durezza, con la quale aveva cerato di corazzarsi e ricomincia finalmente a piangere ed a ridere. Subito dopo, sopra ed attorno a Montedrago, si forma uno squarcio nella coltre di nubi temporalesche che ormai da mesi incombeva sul mondo, lasciando penetrare la luce del sole che bagna i fianchi del monte e che riporta la speranza in tutti quelli che la vedono.

### Muro di Garen
Il Muro di Garen (nell'originale inglese Garen's Wall) è una catena montuosa che si trova tra i regni di Ghealdan ed Altara, segnando anche un lungo tratto di confine. Il Muro ha una conformazione davvero particolare perché per diverse miglia si presenta come un'unica grande parete rocciosa, a strapiombo; esso infatti non ha nulla di naturale, perché venne creato da qualche incanalatore impazzito, durante la cosiddetta Frattura del Mondo. Il Muro ha preso nome da re Garen di Dhowlan, una nazione situata ove adesso sorge il Ghealdan, il quale, durante l'era degli Anni Liberi, venne coinvolto in numerose guerre con il vicino regno di Farashelle, perciò si appoggiò alle difese naturali del Muro, come ulteriore fortificazione da opporre contro i nemici.

### Piana di Almoth

Bandiera dell'ex nazione di Almoth

È una vasta pianura posta tra Tarabon e l'Arad Doman, che da secoli si disputano il suo controllo. È l'antica sede del regno di Almoth, ormai scomparso. Già devastata dalla guerra tra i paesi vicini, la Piana ora è in preda all'anarchia ed ai disordini causati dai Fautori del Drago.

### Piana di Merrilor
La Piana o Campo di Merrilor è una grande pianura erbosa presente nell'universo immaginario fantasy de La Ruota del Tempo di Robert Jordan. Si trova lungo il confine sud dello Shienar con l'Arafel, alla confluenza del fiume Mora nell'Erinin; nei suoi pressi, verso nord si vedono le rovine di un'antica fortezza. Verso ovest, oltre il fiume Mora (che segna anche il confine con l'Arafel) si trovano le Alture Polov; al di qua del Mora, appena sotto le rovine, si trova invece il Dashar Knob, un'escrescenza rocciosa dalle alte pareti a strapiombo. Presso la confluenza dei due fiumi, si trovano delle paludi. Tra le paludi e le Alture Polov si trova il Guado Hawal. Verso sud della piana, lungo le rive dell'Erinin si trovano delle fattorie abbandonate. Verso est la piana è delimitata da una foresta, nella quale si trova lo Stedding Sholeon. All'inizio del Libro XIII, in questa Piana, il Drago Rinato Rand al'Thor dà appuntamento all'Amyrlin Seat Egwene al'Vere affinché si presenti per discutere della distruzione degli ultimi sigilli della prigione del Tenebroso. Il piano recondito del Drago è che Egwene raccolga dietro di sé il maggior numero di sostenitori possibili, per cercare indurlo a rivedere queste progetto. Il piano ha successo perché l'Amyrlin contatta e porta con sé quasi tutti i monarchi e paesi che sostengono il Drago. Alla fine del Libro XIII ha inizio il raduno: il campo maggiore è quello costituito dall'Amyrlin Seat, dalle Aes Sedai e dal loro esercito, ad esse infatti si sono via via aggiunti il campo della regina Elayne di Andor e Cairhien con i suoi eserciti, quello del Re Darlin Sisnera di Tear e quello di Illian. Perrin Aybara costituisce il secondo campo più grande, che si è formato leggermente in disparte: è composto dagli uomini dei Fiumi Gemelli, dai Figli della Luce e dagli eserciti della Regina Alliandre di Ghealdan e della Prima di Mayene Berelain. Quando Rand al'Thor arriva, facendo squarciare le nubi, porta con sé gli eserciti dei quattro sovrani delle Marche di Confine e presumibilmente anche quelli dell'Arad Doman, quindi si aggiunge al campo di Perrin. Infine un gruppo di soldati, formati soprattutto da contadini e campagnoli volontari, installa un suo piccolo campo a parte. Nel corso della prima parte del Libro XIV le personalità convenute a Merrilor accettano la Pace del Drago e si accordano sui primi piani per affrontare il nemico. Nella seconda parte del libro Mat sceglie di nuovo la Piana per riunire i tre quarti di quel che resta dell'esercito della luce ed affrontare lì l'Ultima Battaglia.

### Piane di Maredo
Queste zone pianeggianti e perlopiù disabitate, si trovano tra Illian e Tear, che spesso si sono disputate il controllo di questo territorio. Erano l'antica sede del regno di Maredo, ormai scomparso.

### Praterie di Caralain
Queste grandi praterie si trovano quasi al centro del continente, a nord dell'Andor, erano la sede dello scomparso regno di Caralain, ma ormai sono diventate completamente deserte, salvo qualche insediamento sparso ed i Tuatha'an che le percorrono con i loro carri colorati

### Torre Bianca
La Torre Bianca è la sede delle Aes Sedai essa sorge sull'isola di Tar Valon, che in sé costituisce una sorta di città-Stato. La Torre Bianca è il simbolo stesso del potere delle Aes Sedai, perciò spesso nel ciclo romanzesco ci si riferisce ad esse citando la Torre. Lo stendardo della Torre Bianca è così configurato: al centro di esso si trova la bianca fiamma di Tar Valon, circondata dai colori delle sette Ajah, posti in strisce concentriche a spirale.
La Torre Bianca sorge esattamente al centro dell'isola di Tar Valon. Ha la forma di un cilindro con la sommità piatta (dove si trova un alto parapetto da cui ci si può affacciare) e costituisce l'edificio più alto nel mondo conosciuto; essa è visibile da molte miglia di distanza, guardando da ogni direzione. Il suo nome deriva dalla pietra candida con la quale è stata costruita, tra gli anni 98 e 202 dopo la Frattura del Mondo (quindi essa è in piedi da circa 3250 anni). L'intera Torre Bianca, come la città di Tar Valon attorno ad essa, è stata edificata da artigiani Ogier e le costruzioni si distinguono per la loro sorprendente bellezza e per la loro natura organica. La Torre venne costruita per ospitare fino a 3000 Aes Sedai, ma Moiraine in Nuova Primavera commenta sul fatto che essa non venne mai completamente occupata, neppure nei momenti di maggior splendore. Alla fine del XIII Libro, in seguito a numerose vicende, le Aes Sedai si erano ormai ridotte ad essere poche più di 700, ma in compenso era aumentato notevolmente il numero delle Novizie (attorno alle 1400) e delle Ammesse. La Torre ha numerose entrate, più o meno grandi e monumentali, tra di esse si possono menzionare la grande Porta di Tarlomen, posta a sud; e la Porta del Tramonto, posta ad ovest, con una ampia scalinata di accesso, che da' su una piazza. Tutti i vari piani della torre sono collegati, oltre che da numerose scale più o meno grandi, sia a chiocciola che normali, soprattutto da un'unica maestosa ed enorme rampa elicoidale centrale, le cui piastrelle cambiano di colore in corrispondenza del settore in cui si trovano. I piani inferiori ospitano la zona comune a tutte le Aes Sedai, cioè la zona perlopiù amministrativa, mentre quelli superiori sono divisi in sette settori e distribuiti equamente per ciascuna Ajah. I piani più alti della Torre erano perlopiù vuoti e lassù recentemente l'Amyrlin Seat Elaida aveva trasferito i propri uffici e la propria residenza durante il suo periodo di governo.
Buona parte della metà inferiore della torre è occupata dall'aula del Consiglio della Torre Bianca, dagli uffici ed appartamenti dell'Amyrlin Seat, della Custode degli Annali e della Maestra delle Novizie, ed inoltre dagli uffici delle Adunanti; è poi occupata da tutta una serie di altri luoghi amministrativi, i quali risultano più o meno comuni a tutte le Ajah, comprese tre enormi cucine, con numerose sale da pranzo riservate alle Aes Sedai, alle Ammesse ed alle Novizie. Queste parti comuni sono decorate con i colori appartenenti a tutte le Ajah. La Sala del Consiglio della Torre Bianca ha al suo interno dei seggi disposti in maniera semi circolare, con i colori delle sette Ajah, in cui le ventuno Adunanti si radunano per deliberare. Proprio di fronte a questi seggi, posto sopra un palco, si trova invece l'Amyrlin Seat, una parola che indica sia il trono stesso, che la persona che lo occupa, con le sue relative funzioni. La Sala è stata recentemente danneggiata da un attacco dei Seanchan, che hanno lasciato un enorme squarcio nella volta; e le macerie cadute hanno risparmiato per poco il seggio dell'Amyrlin. Egwene al'Vere ha perciò deciso di far colmare lo squarcio da una finestra a rosone, come promemoria continuo sui pericoli che attendono le Aes Sedai.
La metà superiore della torre è occupata invece dai settori appartenenti alle sette Ajah. Ciascuno di essi, posto su diversi piani, ha la forma della fetta di una torta, ed è decorato con uno stile diverso per ciascuna Ajah, consono ai suoi principi fondanti e con i colori propri di ognuna di esse. In questi sette settori ci sono gli appartamenti privati delle Aes Sedai ed i locali comuni delle Ajah. I settori delle Ajah Verde e Gialla si distinguono dagli altri per l'arredamento molto ricco e vistoso, mentre al contrario quelli della Marrone e della Bianca si distinguono per la loro sobrietà o addirittura austerità. Le Adunantii e i Capi delle Ajah hanno diritto a degli appartamenti più ampi rispetto alle altre sorelle, dotati di balconcini pensili. Le piastrelle della rampa elicoidale centrale, hanno la stessa forma ma hanno la caratteristica di essere state posate nel colore dell'Ajah dinanzi alla quale si trovano.
I sotterranei della Torre Bianca, che attualmente risultano non del tutto occupati, vengono perlopiù impiegati come depositi, cantine e dispense. Nei piani più bassi si trovano però delle aule adibite alla custodia della grande raccolta di Ter'angreal e Angreal posseduti dalle Aes Sedai. In particolare sono state descritte le due ampie sale dove si trovano i due grandi Ter'angreal adoperati per il test per diventare Ammesse e per il test per diventare Aes Sedai. Inoltre, in alcune stanze protette con potenti tessiture, vengono custoditi molto gelosamente gli angreal ed i sa'angreal, anche se la riscoperta del viaggiare ha ormai rese obsolete la maggior parte di queste difese. Nel corso della storia si scopre che l'Ajah Nera utilizzava molte di queste aule vuote sotterranee per i propri incontri segreti. Per paradosso alcune delle stesse aule vengono in seguito adoperate segretamente dalle Adunanti cacciatrici delle Nere, per i loro incontri di indagine.
Il settore delle Ammesse e delle Novizie delle Aes Sedai si trovano in un edificio adiacente alla parte posteriore della Torre Bianca stessa, alto diversi piani. Il settore delle Ammesse può ospitare circa 400 persone, è formato da due gallerie al cui centro si trova un cortile circolare, lungo e stretto come un pozzo, a cui si affacciano tutte le stanze e la principale rampa di accesso. In fondo al pozzo si trova un piccolo giardino decorato con piante sempreverdi. Le quattro gallerie riservate alle Novizie possono invece ospitare circa 800 persone, ma in ciascuna delle stanzette, potrebbero dormire in due, raddoppiando perciò la cifra delle possibili ospiti (difatti negli ultimi tempi le Novizie hanno raggiunto il numero record di 1400).
Nei pressi della Torre Bianca si trova la Grande Biblioteca di Tar Valon, la più grande al mondo. Sebbene la Biblioteca venga solitamente considerata parte integrante della Torre Bianca, essa in realtà si trova in un grande palazzo posto alle spalle della torre vera e propria. I due edifici principali sono però collegati da alcune ali di edifici minori e da passaggi sotterranei. La Biblioteca è suddivisa in dodici settori, detti Depositi, ciascuno dei quali è dedicato ad una specifica materia di studio (Alviarin nel Libo X spiega che il più piccolo dei Depositi è quello dedicato all'aritmetica). I Depositi hanno la forma di lunghe sale ovali, con volte a forma di cupole appiattite e le cui pareti sono occupate da enormi ed alte scaffalature, ricolme di libri. Esiste però anche un Tredicesimo Deposito, tenuto nascosto e segreto alla quasi totalità delle persone, perché contiene i documenti più riservati e segreti delle Aes Sedai ed il cui accesso è riservato solo ad un ristrettissimo numero di persone: l'Amyrlin Seat, la Custode degli Annali, le Adunanti e le poche bibliotecarie che lo hanno in custodia.
Attorno alla Torre Bianca sorgono diverse stalle, sia per i cavalli delle Aes Sedai, che per quelli di tutti gli altri abitanti. Vi sorgono inoltre il quartier generale delle Guardie della Torre, con le caserme che ospitano i soldati. Inoltre vi sono gli edifici che ospitano i Gaidin che non dormono presso le proprie Aes Sedai e quelli per le nuove reclute in corso di addestramento; poi gli edifici riservati al personale di servizio ed a tutti gli altri impiegati delle Aes Sedai. Tutto il pianterreno è anche circondato da giardini molto curati, chiusi da mura sorvegliate. Recentemente, nella zona dei giardini, l'Amyrlin Elaida aveva iniziato il folle progetto, poi abbandonato, di costruirsi un proprio palazzo che in altezza superasse la Torre stessa.

### Torre di Ghenjei
Oltre che attraverso le due soglie ritorte, si può accedere al mondo degli Aelfinn e degli Eelfinn anche attraverso la Torre di Ghenjei. Essa è una altissima torre fatta completamente di metallo e che si vede scintillare da lontano, percorrendo il corso del fiume Arinelle. Essa non presenta alcuna apertura. Però Olver nel libro XI rivela che Birgitte una volta gli raccontò una storia, secondo la quale per poter entrare bisogna tracciare con un pugnale di bronzo, ed in qualsiasi punto della torre, il simbolo del gioco di “Volpi e Serpenti”, cioè il triangolo con la punta verso il basso, attraversato da una linea sinuosa: in questa maniera si aprirà un passaggio.
Sempre nello stesso capitolo del libro XI, Matrim Cauthon legge la lettera scritta da Moiraine a Thom Merrilin, scopre così che dovrà decidere se recarsi o meno alla misteriosa Torre per cercare di liberare Moiraine dalla prigionia; assieme a lui dovranno tentare Thom ed un altro personaggio e Noal, presente all'episodio, si offre volontario. Jordan nel corso della saga ha lasciato molti indizi su cosa i tre dovranno affrontare per compiere una tale impresa. Anzitutto, come nel gioco, dovranno evitare volpi e serpenti. Poi soprattutto, se vorranno vincere, dovranno barare, il che presumibilmente significa che dovranno portare con loro le cose che quegli esseri aborrono (luce/fuoco, musica e ferro) e che ad ogni ingresso nel loro mondo richiedono perentoriamente di lasciarsi alle spalle. Inoltre, nel loro incontro a Tear, i profetici Aelfinn chiamano Mat baro, e mai nella saga il personaggio, pur giocando spessissimo d'azzardo, ha mostrato di barare.
Secondo la profezia degli Aelfinn riportata sopra, Mat per riuscire nell'impresa dovrà “Rinunciare a metà della luce del mondo, per salvare il mondo”, quindi probabilmente perderà un occhio. Infatti Egwene in un suo sogno profetico vede l'amico posare un suo occhio sul piatto di una bilancia.
Nel corso degli ultimi capitoli del Libro XIII Mat, Thom e Noal compiono l'impresa di andare a Liberare Moiraine. Tutti assieme usano fuoco, luce, musica e ferro per tenere a bada gli Eelfinn, ma a lungo andare queste armi perdono di efficacia. Mat intanto usa i dadi e la sua capacità di distorcere le probabilità per scegliere la via e giungere dove la donna viene tenuta prigioniera e prosciugata del suo potere. Quindi Mat riesce a giungere nella sala delle contrattazioni, dove obbliga gli Eelfin a concedere di tornare indisturbati all'uscita, in cambio del suo occhio. Troppo tardi si accorge che questo patto esclude però gli Aelfinn che si pongono al loro inseguimento. Noal sacrifica la sua vita per rallentare gli inseguitori e Mat riesce a capire come usare Ashandarei per aprirsi la via di fuga dalla Torre di Ghenjei, esattamente nel punto da dove erano entrati.

### Waterwood
Il Waterwood, o Bosco di Fiume o Bosco d'Acqua o Bosco del Fiume (nell'edizione originale inglese: Waterwood), che si trova nella parte orientale della regione dei Fiumi Gemelli, nel regno di Andor. Il Waterwood nasce sul terreno bagnato dai tanti rivoletti in cui si divide la Fonte di Vino nel suo corso più basso; a nord-ovest vi sono i campi aperti della zona centrale dei Fiumi Gemelli, a nord-est è limitato dal fiume Taren, mentre a sud il terreno si fa più paludoso e si trasforma nell'Acquitrino, la zona melmosa presso l'incrocio del Taren e del Fiume Bianco. In questa foresta si trova la fattoria di Perrin Aybara.
Il Waterwood compare nel quarto libro del ciclo de La Ruota del Tempo, L'ascesa dell'Ombra. In questo bosco è ambientata l'imboscata dei Trolloc ai danni della gente di Emond's Field guidata da Perrin: egli vi si era recato per visitare le tombe dei suoi familiari, e poi si era piazzato con le sue forze in attesa dei Trolloc attendendo il loro arrivo per tender loro un'imboscata; tuttavia vengono sorpresi a loro volta, e subiscono gravi perdite. Anche Perrin viene ferito, e quasi perde la vita contro un Myrddraal prima che Ihvon, il Custode di Alanna Mosvani, gliela salvi uccidendo il nemico. Perrin raccoglie i pochi uomini rimasti ed esce dal Waterwood, incontrando i Calderai.
Il Waterwood è considerato un luogo abbastanza ospitale, confrontato con il Bosco Occidentale e le pendici delle Montagne di Nebbia: per esempio la giovane Loise al'Vere (sorella minore di Egwene al'Vere) gioca spesso nel bosco da sola, e due volte nei sogni di Rand al'Thor il Waterwood è raffigurato come un luogo accogliente e che ispira sicurezza, vicino a casa.

## Fiumi

### Arinelle
Arinelle è un fiume che nasce nel nord del continente di Randland, dalle Montagne di Dhoom; scorre per un tratto nella Macchia, finché non valica il confine con la Saldea, di cui bagna la capitale Maradon: in questo punto il fiume è già abbastanza largo da poter essere navigato, ed un ponte lo valica in questo punto. Continua poi a scorrere verso sud attraverso la Saldea, ricevendo diversi affluenti dalle Montagne di Dhoom, poi piega a sud-ovest ed esce dalla Saldea; di qui poi attraversa le disabitate terre boscose ad est delle Montagne di Nebbia e riceve le acque di affluenti provenienti da queste cime e delle Colline Nere (il più importante è l'Ivo). In seguito devia ad ovest e segna il confine settentrionale del regno di Andor; in questa zona, sulle sue rive si trovano la città fantasma di Shadar Logoth, alcune statue antiche di re e regine e la Torre di Ghenjei, e riceve le acque dell'Haevin. Infine riprende a scorrere verso sud, tagliando l'Andor nella parte centrale, attraversa la cittadina di Whitebridge e il suo Ponte Bianco (l'unico ponte sul fiume a sud di Maradon) e si getta nel Manetherendrelle. Insieme, l'Arinelle e il Manetherendrelle possiedono il bacino idrografico più esteso di tutto il continente, ed è possibile navigare su questi due fiumi per oltre 5.000 km da Maradon ad Illian.
Ne La Ruota del Tempo, il fiume Arinelle compare per la prima volta ne L'occhio del mondo, quando il gruppo in fuga dai Fiumi Gemelli (Rand al'Thor, Mat Cauthon, Perrin Aybara, Egwene al'Vere, l'Aes Sedai Moiraine Damodred ed il suo Custode Lan Mandragoran, Thom Merrilin e Nynaeve al'Meara) si rifugiano nella città di Shadar Logoth per scampare ai Trolloc ed ai Myrddraal mandati sulle loro tracce; qui vengono divisi in più gruppetti dalla stessa Progenie dell'Ombra e dall'entità maligna che aleggia nella città, Mashadar. Rand, Mat e Thom riescono ad imbarcarsi sulla Spray di Bayle Domon e discendono il fiume fino a Whitebridge, dove sbarcano; Perrin ed Egwene attraversano il fiume e finiscono sulla sponda settentrionale, da cui iniziano a camminare verso est, incontrando poi per strada Elyas Machera ed i Calderai; Moiraine, Lan e Nynaeve seguono il fiume lungo la sponda meridionale fino a Whitebridge, dove attraversano il Ponte Bianco e proseguono verso est.

### Cary
Il fiume Cary nasce nel Braem Wood (il bosco nella parte nord-orientale del regno di Andor), presso il villaggio di New Braem; scorre verso sud solcando la zona orientale di Andor ed attraversando la Strada per Caemlyn all'altezza del villaggio di Carysford, dove è valicato solamente da un vecchio ponte di legno per via della sua scarsa larghezza (trenta passi). Continua a scorrere verso sud, tagliando la strada che collega Caemlyn e Lugard e ricevendo le acque di diversi piccoli affluenti della zona sud-orientale del regno; attraversa poi il confine meridionale e prosegue segnando la frontiera tra le Colline di Kintara e Murandy. Infine entra nel regno di Illian e si getta nel Manetherendrelle dopo aver attraversato le Colline di Doirlon.
Nel ciclo de La Ruota del Tempo, il Cary compare ne L'occhio del mondo, quando Rand al'Thor e Mat Cauthon, in fuga dal Myrddraal di Whitebridge e dagli Amici delle Tenebre, lo attraversano a Carysford nel tentativo di raggiungere Caemlyn e Tar Valon.

### Erinin
L'Erinin è un fiume che nasce nell'angolo nord-orientale del continente di Randland, dalla Dorsale del Mondo, presso i Passi di Nimph; scorre poi verso ovest, ricevendo le acque del fiume Mara e segnando il confine tra lo Shienar e l'Arafel a nord e le regioni boscose che furono l'Hardan a sud. In questo tratto taglia due strade, una che porta da Tar Valon a Shol Arbela ed una che porta da Tar Valon a Fal Moran; quest'ultima è collegata da una riva all'altra da un piccolo traghetto in corrispondenza di un piccolo villaggio. Prosegue verso sud solcando l'Hardan e, dopo che diversi affluenti nati nelle Colline Nere (tra cui l'Antaeo) si sono gettati in esso, giunge all'isola su cui sorge Tar Valon: qui l'Erinin si divide in due brevi rami, che prendono il nome di Alindrelle Erinin (quello occidentale) ed Osendrelle Erinin (quello orientale). Riunitisi i due rami, dopo aver superato l'isola di Tar Valon, il fiume prende a segnare la frontiera occidentale del regno di Cairhien e lo separa prima dalle Praterie di Caralain (da cui riceve il Luan) e poi dal Braem Wood e dal regno di Andor; ancora più a sud oltrepassa il regno di Cairhien dopo la confluenza con l'Alguenya ed è attraversato dal traghetto che collega Maerone e la strada per Cairhien ad est ed Aringill e la strada per Caemlyn. Scorrendo ancora verso sud lascia anche Andor e separa le Colline di Kintara ad occidente ed il bosco di Haddon Mirk (da cui riceve il Tralel) ad oriente; infine entra nel regno di Tear e si tuffa nel Mare delle Tempeste con una foce a delta: gli innumerevoli rami in cui qui si divide sono detti Dita del Drago, e tra esse sorge la città di Tear.
L'Erinin è uno dei fiumi più lunghi ed importanti di Randland, ed il suo bacino copre tutta la parte orientale del continente, dalla Dorsale del Mondo ad est alle Montagne di Dhoom a nord alle Colline Nere e le Colline di Kintara ad ovest.
Nel ciclo de La Ruota del Tempo, il fiume Erinin compare appena citato in diversi libri, ma ha una parte importante solo ne Il Drago Rinato: in esso Mat Cauthon e Thom Merrilin discendono questo fiume da Tar Valon ad Aringill per raggiungere Caemlyn a bordo del Gabbiano grigio; in seguito, anche Egwene al'Vere, Elayne Trakand e Nynaeve al'Meara discendono il fiume da Tar Valon fino a Tear, prima a bordo della Gru azzurra e poi della Perca.

### Fonte di Vino
La Fonte di Vino (nell'originale inglese: Winespring Water) è un fiume che scorre nella regione dei Fiumi Gemelli, nel regno di Andor; in questa zona è un fiume importante, secondo solo ai due che le danno il nome, il Taren e il Fiume Bianco. La Fonte di Vino deve il suo nome all'estrema dolcezza delle sue acque; a sua volta il fiume dà il nome alla locanda del villaggio di Emond's Field, la Fonte di Vino, di proprietà del Sindaco del paese, Bran al'Vere.
La Fonte di Vino nasce da un basso affioramento roccioso nella parte occidentale del Parco di Emond's Field (già abbastanza forte da stendere un uomo a terra); secondo una leggenda essa sgorgò sul luogo dove i soldati della Banda della Mano Rossa caddero intorno a re Aemon di Manetheren durante le Guerre Trolloc, ma probabilmente esisteva già. La Fonte di Vino scorre verso est attraverso il Parco, ed è valicata da tre ponti, due pedonali ed il terzo (il Ponte Carraio) per i carri; esce da Emond's Field alimentando il mulino del mugnaio del villaggio, Jon Thane, poi attraversa campi aperti punteggiati di salici ed infine si divide nei tanti rigagnoli che creano l'Acquitrino e fanno crescere il Waterwood, nel sud-est dei Fiumi Gemelli. I rigagnoli si gettano nel Taren e nel Fiume Bianco. Presso la sorgente della Fonte di Vino, gli abitanti di Emond's Field piantano durante la festa di Bel Tine l'Albero della Primavera.

### Manetherendrelle
Il Manetherendrelle (che in Lingua Antica significa "Acque della Montagna Patria"), chiamato nei Fiumi Gemelli "Fiume Bianco", è un fiume che deve il suo nome al regno che un tempo ne conteneva l'alto corso, il Manetheren ("Montagna Patria"), mentre il nome "Fiume Bianco" deriva dalla sua rapida corrente nella zona dei Fiumi Gemelli, che lo rendono un torrente di spuma.
Il Manetherendrelle è uno dei fiumi più importanti di Randland: il suo bacino e quello del suo affluente principale (l'Arinelle) insieme coprono tutta la zona centrale del continente, dalle Montagne di Nebbia alle Montagne Nere e alle Colline di Kintara. Il Manetherendrelle nasce nelle Montagne di Nebbia a sud-ovest del villaggio di Deven Ride, presso la Porta delle Vie del Manetheren, e forma il limite meridionale dei Fiumi Gemelli; scorre verso est fino alla zona dell'Acquitrino e alla confluenza con il Taren e poi continua leggermente a sud-est. Dopo aver segnato per un certo tratto il confine tra Andor e Altara, il fiume riceve le acque dell'Arinelle e piega verso sud entrando nel regno di Altara; durante il suo corso incontra zone poco abitate, escluso il villaggio di Remen sulla strada per Lugard, e poco dopo riceve le acque dello Shorn e comincia a segnare il confine tra Lugard e Altara. Scorrendo ancora, entra nel regno di Illian, e riceve dalle Colline di Kintara le acque del Cary e dello Shal, che attraversano le Colline di Doirlon prima di giungere al fiume. Infine il Manetherendrelle si dirige verso sud, percorre la penisola ad est della Baia di Kabal e si getta nel Mare delle Tempeste con un ampio delta su cui sorge la città di Illian. Il fiume è navigabile dalla foce fino alla confluenza con l'Arinelle, ma è impossibile risalirlo ancora: al livello dei Fiumi Gemelli è impossibile anche attraversarlo, e ciò è una delle ragioni per cui essi sono così isolati. La città di Manetheren sorgeva sul fiume, prima che venisse distrutta dalla sua regina, Eldrene ay Ellan ay Carlan.

### Taren
Il Taren, chiamato anticamente Tarendrelle, è un fiume che nasce sulle Montagne di Nebbia, e presso la sorgente forma una cascata chiamata Velo di Eldrene, in onore di Eldrene ay Ellan ay Carlan, ultima regina del Manetheren; il fiume forma il limite settentrionale ed orientale della regione dei Fiumi Gemelli, nel regno di Andor. Dopo il Velo, il Taren scorre verso est attraversando le Colline Sabbiose e il Bosco Occidentale, ed arriva al villaggio di Taren Ferry, l'unico centro abitato sul suo corso; a Taren Ferry il fiume è già decisamente ampio, e nel villaggio si trova l'unico modo per attraversarlo (ed anche l'unico modo per entrare ed uscire dai Fiumi Gemelli), un traghetto che dà il nome al paesino. Il Taren continua a scorrere ad est attraversando campi aperti, segnando il confine tra la regione dei Fiumi Gemelli a sud ed il resto di Andor a nord, poi piega a sud-est, e poi a sud; sulla riva occidentale bagna il Waterwood e riceve le acque della Fonte di Vino attraverso l'Acquitrino, e infine si getta a sud nell'alto corso del Manetherendrelle.
Durante le Guerre Trolloc e il Patto delle Dieci Nazioni, il Taren (chiamato allora Tarendrelle) era parte del regno di Manetheren. Sulle sue rive re Aemon oppose una strenua resistenza per dieci giorni all'invasione dei Trolloc in attesa dei rinforzi delle altre nazioni; egli fu però tradito dall'Amyrlin Seat di allora, Tetsuan, che convinse gli altri Stati a non mandare aiuto al Manetheren. Re Aemon allora attraversò il Tarendrelle e bruciò tutti i ponti sul fiume, e si ritirò fino al luogo dove si difese fino alla distruzione totale del suo esercito, nel luogo dove sarebbe sorta Emond's Field.
Nel periodo narrato nel ciclo de La Ruota del Tempo, il Taren viene attraversato (ne L'occhio del mondo) dal gruppetto di fuggitivi di Emond's Field inseguiti dal Myrddraal e dal Draghkar: Rand al'Thor, Perrin Aybara, Matrim Cauthon, Egwene al'Vere, l'Aes Sedai Moiraine Damodred, il suo Custode Lan Mandragoran e il menestrello Thom Merrilin; il gruppo usa il traghetto, guidato da mastro Torralta e dai suoi sei uomini. Dopo la traversata, l'Aes Sedai utilizza il suo potere ed affonda il traghetto. Ne L'ascesa dell'Ombra, l'esercito di Figli della Luce entra nei Fiumi Gemelli attraversando il Taren ed occupando Taren Ferry. L'armata di Trolloc invece usa le Vie per entrarvi, e così fanno anche Perrin, Loial, Faile e i tre Aiel (Gaul, Bain e Chiad); neanche Rand ne Il signore del caos usa il Taren per entrare nella sua terra natale, ma Viaggia insieme agli Aiel e agli Ogier per arrivare ad Emond's Field.

## Regni

### Altara

Bandiera dell'Altara

Bandiera della Casa Mitsobar

L'Altara è uno dei principali regni del continente della Randland e si trova a sud, affacciato al Mare delle Tempeste. L'Altara viene descritta come simile ai paesi mediterranei. Lo stendardo di Altara consiste in due leopardi d'oro passanti, su un campo scaccato rosso e blu. Altara confina a nord con l'Andor, ad est con il Murandy ed Illian, ad ovest con il Ghealdan (lungo il Muro di Garen ed oltre) e l'Amadicia, mentre a sud si protende con una tozza penisola nel Mare delle Tempeste. La capitale è la grande città di Ebou Dar, che si trova alla foce del fiume Eldar, e si affaccia ad una grande baia portuale. Ebou Dar è caratteristica per i suoi numerosi canali (che ricordano vagamente Venezia), per i suoi edifici bianchi, sormontati da cupole e pinnacoli colorati e per i numerosi anfiteatri usati per la corsa dei cavalli. Sull'altra riva dell'Eldar si trova il quartiere malfamato del Rahad, sorto dove un tempo si trovava l'antica città di Barashta.
I costumi altarani sono molto particolari. Le vesti delle donne ricordano quelli tipici andalusi, con gonne sollevate al ginocchio a mostrare numerose sottogonne. Il petto è parzialmente scoperto in un ovale ritagliato nel tessuto, mentre al collo viene portato un pugnale matrimoniale, sull'elsa del quale sono riportate varie gemme ad indicare il numero dei figli e la loro sorte (i colori delle pietre sull'elsa indicano se i figli sono ancora vivi e se si sono sposati). In Altara sono molto frequenti i duelli d'onore e una persona non viene rispettata se non mostra di avere in faccia o sul corpo almeno una cicatrice ottenuta combattendo in uno di questi duelli.
È il maggiore regno tra quelli posti nel sud del continente, ma pur essendo molto esteso, risultava essere anche molto fragile, infatti l'autorità della regina, Tylin della casa Mitsobar, si estendeva solo a poche miglia attorno alla capitale, la grande città di Ebou Dar. Il resto del regno era invece dominato da signori locali praticamente indipendenti. La debolezza del regno negli ultimi secoli aveva attirato le mire espansionistiche dei Manti Bianchi, che dalla vicina Amadicia avevano più volte tentato di conquistare porzioni di Altara. A cominciare dalla fine del Libro VII, l'Altara è stata in buona parte conquistata dai Seanchan, la cui espansione è stata però fermata dal Drago Rinato con i suoi Asha'man. La regina Tylin nel frattempo aveva accettato di divenire vassalla dei Seanchan ed è stata l'amante di uno dei protagonisti, Matrim Cauthon, ma dopo la fuga di quest'ultimo, la regina è stata assassinata dal Gholam. Il figlio di Tylin, il principe Beslan, è stato anche lui molto amico di Mat. Dopo una iniziale ribellione, Beslan (diventato re in seguito alla morte della madre) ha accettato anche lui di diventare vassallo dei Seanchan, perciò, secondo gli accordi stabiliti, la nuova imperatrice Fortuona ha promesso che Ebou Dar sarà la capitale dei domini Seanchan da questo lato dell'oceano Arith. L'importanza dell'Altara nelle vicende della Ruota del Tempo è evidenziata dal fatto che a partire dal Libro VI e fino al Libro XI tutti i maggiori protagonisti si sono ritrovati, in una maniera o nell'altra, a calcare il suolo di questo regno:
- Rand al'Thor intraprende una spettacolare campagna in Altara con gli Asha'man per fermare l'avanzata Seanchan
- Egwene al'Vere (con l'appoggio di Siuan Sanche e Leane Sharif) viene eletta Amyrlin Seat a Salidar in Altara e da qui muove alla riconquista della Torre Bianca
- Perrin Aybara libera la moglie Faile, rapita dagli Shaido, nel corso della spettacolare battaglia di Malden nell'Altara centro settentrionale
- Nynaeve al'Meara, Matrim Cauthon, Elayne Trakand, Aviendha e Birgitte Silverbow si recano da Salidar nella capitale altarana alla ricerca della coppa dei venti che verrà poi adoperata in una fattoria a poca distanza da Ebou Dar
- Separandosi dalle amiche Matrim Cauthon in seguito conoscerà la sua futura moglie Tuon e la sposerà quasi al confine tra Altara e Murandy dopo essere fuggito da Ebou Dar ed aver intrapreso una rapida ed efficace campagna militare per portarla in salvo

### Amadicia

Bandiera dell'Amadicia

L'Amadicia è una nazione che si trova nel sud del continente della Randland. Si trova nel sud del continente. A ovest confina con Tarabon, a nord con il Ghealdan, ad ovest con l'Altara (con il grande fiume Eldar a segnare il confine con questi due paesi) mentre a sud, lungo il fiume Sharia, confina con la desertica Costa delle Ombre, senza però raggiungere uno sbocco sul Mare delle Tempeste. La capitale, Amador, si trova alle estreme pendici meridionali delle Montagne della Nebbia, lungo la principale via di comunicazione tra l'occidente e l'oriente del continente. Altre località sono Abila, Jeramel, Sienda e Mardecin. I palazzi nobiliari dell'Amadicia hanno la caratteristica di essere di legno, costruiti su altissime piattaforme di pietra.
L'Amadicia era formalmente un regno in cui, fino ai tempi recenti, il sovrano governava solo nominalmente, infatti questo paese era dominato totalmente dalla potente società guerriera dei Figli della Luce (conosciuti anche come Manti Bianchi), la cui sede principale si trovava nella Fortezza della Luce, posta proprio nella capitale del regno, Amador. I Manti Bianchi sono un ordine internazionale di tipo militare-religioso, piuttosto fanatico nel proclamarsi al servizio della Luce; essi hanno imposto alla popolazione amadiciana regole di vita e di abbigliamento piuttosto puritane, di conseguenza la popolazione si veste e si comporta in maniera particolarmente morigerata.
Poiché i Figli consideravano l'Unico Potere qualcosa di malefico, avevano posto fuorilegge sia il suo uso, che la sola presenza delle Aes Sedai nel paese. I Figli inoltre avevano tenuto una politica espansionistica verso il vicino e debole regno di Altara, che ha comportato lo scoppio di diverse guerre, anche con altri paesi, come il regno di Illian, intervenuto in difesa dell'Altara (quest'ultima venne perciò chiamata la Guerra dei Manti Bianchi).
Nel corso della saga l'Amadicia è stata infine conquistata ed annessa all'Impero Seanchan, re Ailron è morto in battaglia contro di loro a Geramel, una parte dei Figli si sono dichiarati vassalli sotto il comando dell'Alto Inquisitore Asunawa, mentre altri sono fuggiti sotto la guida di Galad Damodred.

### Andor

Bandiera del regno di Andor

Bandiera della Casa Trakand

Il regno di Andor è uno dei principali stati del continente di Randland e la patria della maggior parte dei protagonisti. Il regno di Andor si trova al centro del continente. Il suo confine occidentale è costituito dalla catena delle Montagne di Nebbia, che lo separa dalle Piane di Almoth e dall'Arad Doman; presso il confine, nell'estremo ovest del regno, si trovano il distretto minerario presso la cittadina di Baerlon e l'isolata regione dei Fiumi Gemelli, delimitata a nord dal fiume Taren e a sud dall'alto corso del Manetherendrelle; il confine settentrionale in questa zona è formato da un affluente dell'Arinelle, mentre quello meridionale è il territorio della Foresta delle Ombre e le terre a sud del Manetherendrelle. Più ad est, il territorio di Andor si fa disabitato e boscoso, ed è attraversato dalla Strada per Caemlyn (che costituisce la spina dorsale del regno); il confine settentrionale in questo punto diventa il fiume Arinelle, ed è in queste contrade che si possono osservare la città fantasma di Shadar Logoth e la torre di Ghenjei. Più ad est, al centro di Andor, l'Arinelle piega a sud dividendo il regno in due parti, e si tuffa nel Manetherendrelle che si dirige anch'esso a sud entrando nell'Altara; dove l'Arinelle e la Strada per Caemlyn si incontrano sorge la città di Whitebridge, così chiamata per il suo misterioso Ponte Bianco costruito durante l'Epoca Leggendaria. Ad est di Whitebridge, il territorio diventa via via più popolato e coltivato, ricco di villaggi e cittadine (Arien, Quattro Re, Market Sheran) e fattorie sparse (come quella di Else Grinwell); ancora più ad est, il fiume Cary (attraversato da un ponte all'altezza di Carysford) separa la parte centrale e quella orientale del regno. Il confine nord-orientale di Andor è costituito dal Braem Wood, una foresta che ospita pochi villaggi (New Braem, Sorgenti di Kore, Jornhill) ma che è attraversata da una via importante, quella che collega il regno a Tar Valon, la città-Stato delle Aes Sedai; il confine sud-orientale è costituito invece dalle propaggini settentrionali delle Colline di Kintara, attraversate dalla strada che porta a Far Madding. Poco oltre il fiume Cary sorge la capitale di Andor, Caemlyn, una delle città più grandi ed importanti del mondo, costruita dagli Ogier prima delle Guerre Trolloc; il confine orientale del regno è segnato dal medio corso del fiume Erinin, circa 450 km ad est di Caemlyn, e dalla città di Aringill (teoricamente una città stato indipendente, de facto un protettorato di Andor). Andor confina ad ovest con le Piane di Almoth e l'Arad Doman; a nord con le terre disabitate dell'alto Arinelle, le Praterie di Caralain ed il Braem Wood; ad est con il regno di Cairhien ed i territori a nord dell'Haddon Mirk; a sud con le Colline di Kintara, il Murandy, l'Altara e la Foresta delle Ombre del Ghealdan. I Fiumi Gemelli costituiscono una piccola regione formalmente appartenente all'Andor
Il regno di Andor è uno dei maggiori e più antichi stati del continente. Esso iniziò a formarsi dal disfacimento dell'impero di Artur Hawkwing, durante la Guerra dei Cento Anni, quando l'Amyrlin Seat Deane Aryman ed Ishara Casalain (figlia della governatrice della provincia imperiale di Andor) convinsero il marito di Ishara stessa, Souran Maravaile (uno dei grandi generali dell'Impero) ad abbandonare l'assedio di Tar Valon. In seguito i due coniugi tornarono a Caemlyn, nella Provincia di Andor ed Ishara si proclamò regina, rivendicando l'omonima ex-provincia dell'impero, anche se de facto governava solamente la capitale Caemlyn ed il territorio appena circostante. Poco alla volta, durante e dopo la Guerra dei Cento Anni, Ishara e le regine che le succedettero riuscirono ad estendere la loro sovranità, annettendo prudentemente molti altri territori intorno alla città (da qui il detto ripetuto nella saga: "Chi governa Caemlyn, governa l'Andor"), finché il regno non giunse ai confini attuali.
Andor è una nazione ricca e potente, che sin dalla sua nascita ha dovuto combattere la pressione dei vicini: tra questi un nemico costante è stato il regno di Cairhien, che si estende a nord-est oltre la valle dell'Erinin. Sulle sponde andorane del fiume si trova Aringill, che formalmente è una città-Stato indipendente, ma che in realtà è un protettorato di Andor, che vi mantiene una forte guarnigione. Verso sud, Andor ha spesso avuto problemi con il turbolento Murandy e la sua nobiltà riottosa; ciò comporta frequenti incursioni oltre confine ed il coinvolgimento nella politica di quel regno. Inoltre la stretta relazione tra Andor e la Torre Bianca delle Aes Sedai ha causato un atteggiamento ostile da parte dei Figli della Luce dell'Amadicia.
Molte delle tradizioni del regno risalgono alla regina Ishara ed alle prime regine che le sono succedute; la più importante è quella che rende la successione al trono possibile solo in linea femminile, di madre in figlia: perciò se una regnante non ha una figlia o una nipote pronte a succedere, il trono andrà alla parente femmina più prossima (il che può generare guerre di successione, in caso vi siano aspiranti al trono con il medesimo grado di parentela). La figlia maggiore viene chiamata Figlia-erede e, come la madre porta come segno distintivo la Corona di rose di Andor, così l'erede al trono porta una coroncina d'oro con una singola rosa. Un'altra tradizione vuole che l'erede al trono vada a studiare a Tar Valon, presso le Aes Sedai, almeno per un certo periodo di tempo ed anche se non è in grado di incanalare: questo testimonia i forti legami tra il regno e la Torre Bianca (ulteriormente confermati dal fatto che solitamente le regine tengono un'Aes Sedai quale fidata consigliera). Il figlio maschio maggiore della regina in carica giura invece di servire fedelmente la propria sorella, erede al trono, con il titolo di Primo Principe della Spada; di solito viene preparato sin dalla più tenera età a questo compito, poiché in seguito gli verrà riservata la carica di comandante in capo dell'esercito.

Case di Andor
Casa Anshar
Casa Arawn
Casa Baryn
Casa Caeren
Casa Carand
Casa Coelan
Casa Mantear
Casa Marne
Casa Norwelyn
Casa Pendar
Casa Sarand

### Arad Doman

Bandiera dell'Arad Doman

L'Arad Doman è un regno che costituisce uno dei principali paesi del continente della Randland. L'autore in una intervista aveva affermato che i Domanesi parlano un inglese con un accento indiano. Lo stendardo dell'Arad Doman è costituito da una mano che impugna una spada rivolta verso il basso, il tutto d'argento su un campo di sette barre orizzontali, quattro verdi e tre blu. Questo regno si trova a nord ovest del continente, affacciato verso occidente all'Oceano Arith; ad oriente confina con le Montagne della Nebbia, mentre a sud i suoi confini si perdono nella Piana di Almoth, contesa a Tarabon. Anche il confine a nord, verso la Saldea si perde verso una zona disabitata e non rivendicata. La capitale è la grande città portuale di Bandar Eban. Un'altra notevole città sarebbe quella di Katar, un centro metallifero posto alle pendici delle Montagne Nebbiose anche se formalmente Katar è una città-Stato indipendente, sebbene in realtà sia un protettorato domanese, con una guarnigione a presidiarla.
Nell'Arad Doman la potenza maggiore viene detenuta dal Consiglio dei Mercanti, tutti donne ed in numero di dieci, che eleggono il Re tra i membri della nobiltà. Questo regno un tempo prospero e potente, è caduto preda della guerra civile a causa delle fazioni sorte tra i nobili, per la presenza di numerosi Fautori del Drago e soprattutto a causa delle azioni della Reietta Graendal, che stanziatasi in una tenuta regale, ha rapito il Re e numerosi membri della corte ed ha poi contribuito a diffondere il caos, spedendo numerosi e falsi ordini con il sigillo reale. Il Grande Capitano domanese, Rodel Ituralde, grazie alle sue grandi capacità militari, è stato capace di fermare temporaneamente l'avanzata Seanchan nel paese; inoltre il Drago Rinato è stato capace di eradicare Graedal, ma i suoi tentativi di riportare la pace ed un minimo di ordine, oltre che di rifornire di viveri la capitale, si sono per ora risolti in un fallimento. L'Arad Doman è famosissimo per le sue donne, abilissime mercanti e soprattutto abilissime seduttrici che portano vesti molto rivelatrici. Gli uomini nobili o comunque quelli d'alto rango portano sul viso dei falsi nei di bellezza, dalle forme particolari.

### Arafel

Bandiera dell'Arafel

L'Arafel è una nazione del continente della Randland, che si trova nel nord. Lo stendardo dell'Arafel è costituito da tre rose rosse in campo bianco inquartate con tre rose bianche in campo rosso. L'Arafel si trova nell'estremo nord del continente ed è una delle Marche (o Terre) di Confine, infatti a nord vi è la costante minaccia rappresentata dalla Grande Macchia, che avanza minacciosa oltre il lungo confine rappresentato dalle Montagne di Dhoom. Ad est l'Arafel confina con lo Shienar lungo le rive del fiume Medo; a sud il fiume Erinin segna un lungo tratto del confine con le terre disabitate che vanno verso Tar Valon e che un tempo facevano parte dello scomparso regno dell'Hardan; ad ovest infine il regno confina con il Kandor. Il clima del paese è molto rigido. Tutte le città dell'Arafel sono costruite come delle munite fortezze, vista la vicina e costante minaccia proveniente dalla Macchia. La capitale è Shol Arbela, posta al centro del paese.
La storia dell'Arafel è stata caratterizzata dalla minaccia costante rappresentata dalle frequenti incursioni della Progenie dell'Ombra, proveniente dalla Macchia, questo ha provocato nel paese il formarsi di una società molto marziale, perciò tutti gli abitanti sono sempre pronti ad impugnare le armi in caso di pericolo.
Sia i maschi che le femmine dell'Arafel hanno il costume di portare i capelli raccolti in due lunghe trecce, solitamente ornate con sonori campanellini d'argento o d'ottone, i quali spesso vengono aggiunti anche sui capi di abbigliamento e sulle bardature dei cavalli. Gli armati inoltre portano due lunghe spade incrociate sulle spalle.
Nel Libro XIII viene annunciato che l'Arafel, assieme alle altre Marche di Confine, è stato invaso dalle orde della Progenie dell'Ombra.

### Cairhien

Bandiera del regno di Cairhien

Il regno di Cairhien è uno dei principali Stati del continente della Randland, esso si trova ad est, alle pendici della Dorsale del Mondo. Lo Stendardo di Cairhien consiste in un mezzo sole dorato con i raggi, che si innalza dall'orizzonte, il tutto in campo blu. Il regno di Cairhien si colloca nella zona orientale del continente della Randland, proprio alle pendici centrali della Dorsale del Mondo, che costituisce il suo confine est verso la Desolazione Aiel. Ad occidente Cairhien arriva a comprendere vaste porzioni orientali della valle del grande fiume Erinin, il quale in vari tratti segna anche il confine con l'Andor. A nord ed a sud i confini sono meno definiti: infatti se a nord il gruppo montuoso del Pugnale di Kinslayer segna almeno un tratto di confine naturale, il resto di esso si perde nelle praterie di Hardan; anche al sud i confini si perdono tra le praterie che si estendono verso la foresta di Haddon Mirk. Il grande fiume Alguenya, in gran parte navigabile, con una grande ansa, scorre trasversalmente per tutto il regno, da nord-est a sud-ovest, dove confluisce nell'Erinin, nei pressi di Aringill. La capitale del regno è l'omonima grande città di Cairhien (il cui nome originario era Al'cair'rahienallen, che significa “collina dell'alba dorata”); essa sorge sulla riva destra del fiume Alguenya, navigabile fino ai moli cittadini che costituiscono un porto molto trafficato. Cairhien è famosa per le sue altissime torri in parte andate distrutte nel corso della Prima Guerra Aiel; essa ha una pianta ortogonale e geometrica e persino la collina su cui sorge è stata regolata con precisi terrazzamenti. Al centro della città sorge il maestoso Palazzo del Sole, la sede dei sovrani. Dopo la Guerra Aiel tutto attorno alle mura della città era sorto un vasto sobborgo, detto Passaggio Anteriore, popolato soprattutto da profughi e costruito soprattutto in legno, il quale è però rimasto distrutto durante la Guerra Shaido.
I Cairhienesi, solitamente descritti come pallidi e di bassa statura, sono celebri per il loro amore nei confronti della geometria, che si riflette nella disposizione simmetrica ed ortogonale della capitale e nei loro abiti squadrati. Gli abitanti del paese sono inoltre considerati molto riservati, ma questa riservatezza può sfociare in sorprendenti e scandalosi momenti di scarsa inibizione, durante certe festività come la Festa delle Luci, quando nobili e popolani si lasciano andare all'ubriachezza, alla nudità ed a spontanei atti sessuali compiuti nelle strade accalcate. I nobili Cairhienesi non amano i colori sgargianti, però sui loro abiti scuri portano strette strisce colorate orizzontali, nei colori della propria casata, e maggiore è il numero di queste strisce, più è alto il grado di nobiltà; le nobildonne hanno l'abitudine di portare i propri capelli raccolti in alto, sopra il capo, con complicate capigliature coniche o piramidali, al contrario i nobiluomini impegnati nella carriera militare si radono la fronte e se la incipriano. Le nobildonne inoltre portano sulla fronte una gemma appesa ad una catenella: questo gioiello tipico è detto Kesiera. I militari portano attaccata alla schiena una bandierina di forma triangolare detta Con, con i colori della propria formazione.
La politica di Cairhien è dominata dal cosiddetto "Gioco delle Casate" cioè il Daes Dae'mar nella lingua antica. Tutti i Cairhienesi, dai nobili ai popolani, partecipano a questo intricatissimo sistema di intrighi, spionaggio, relazioni dove ognuno viene ritenuto portatore di fini nascosti, ogni parola ha un significato celato ed ogni azione, anche la più banale ed apparentemente innocua od insignificante, viene vista come un mezzo per ottenere maggior potere ed influenza a discapito di un avversario. Questo sistema ha spesso prodotto devastanti effetti deleteri sulla coesione del paese, che perciò è stato molte volte travolto da conflitti interni ed è stato facile preda di interventi esteri.
Il regno di Cairhien divenne ricco grazie al privilegio di poter commerciare con gli Aiel, attraverso il passo Jengai e quindi importare da oriente preziosi prodotti come la seta e l'avorio. Questo privilegio di commercio venne concesso dagli Aiel stessi, quando essi scoprirono che gli antenati dei Cairhienesi permisero ai loro antenati di abbeverarsi presso i propri pozzi. A suggello di questo patto d'acqua, gli Aiel donarono a Cairhien un arbusto tratto dal mitico albero Avendesora, da cui si sviluppò un albero chiamato Avendoraldera; Re Laman Damodred però rovinò il paese, scatenando la furia degli Aiel: egli infatti fece abbattere l'albero per motivi futili (la costruzione di un trono unico al mondo) e gli Aiel, in risposta al suo gesto, entrarono nelle Terre Bagnate ed imperversarono, la città di Cairhien fu conquistata e le sue Alte Torri incendiate, finché Laman stesso non venne ucciso durante la Battaglia delle Mura Lucenti. Il paese, in seguito, non si è più ripreso completamente ed è a lungo rimasto sconvolto dalla guerra civile alimentata dalla lotta al trono tra le tre grandi casate dei Damodred, dei Riatin e dei Saighan. Perciò molti profughi hanno lasciato le loro terre e si sono rifugiati nei sobborghi della capitale, che ora necessita di continui approvvigionamenti, per alimentare questa popolazione crescente. Inoltre da oriente sono giunti recentemente anche gli Shaido Aiel, seminando la distruzione e ponendo di nuovo sotto assedio la capitale, prima di venire cacciati dal Drago Rinato e dai suoi seguaci. Un'altra grande casata è quella dei Taborwin ed un suo notevole esponente è Lord Dobraine Taborwin, che per un certo periodo è anche stato il Sovrintendete del Drago Rinato nel regno. L'Aes Sedai Moiraine appartiene alla casa reale dei Damodred, ma ha rifiutato di concorrere al trono. Durante il periodo del rapimento del Drago Rinato, Colavaere Saighan è riuscita ad assicurarsi il trono per alcuni giorni, ma è stata presto deposta. Durante l'assenza del Drago, oltre a Lord Dobraine, che in seguito è stato inviato in Arad Doman, ad occuparsi del governo di Cairhien si sono impegnate anche due Aes Sedai: Samitsu Tamagowa e Sashalle Anderly; la prima (una Gialla) ha assunto l'incarico su ordine di Cadsuane, la seconda (una Rossa) di propria iniziativa e con l'appoggio delle Sapienti Aiel. Dopo la caduta di Colavaere, la principale candidata al trono era diventata Elayne Trakand (attraverso il padre, Taringail Damodred; Elayne per parte di madre era anche l'erede al trono di Andor) ed era appoggiata nelle sue pretese dal Drago stesso; nel Libro XIII Elayne riesce effettivamente a farsi riconoscere regina, assicurandosi abilmente anche l'appoggio di alcune delle maggiori casate.

### Ghealdan

Bandiera del Ghealdan

Il Ghealdan è un piccolo regno del continente della Randland, che si trova nelle terre occidentali. Lo stendardo del Ghealdan è costituito da tre stelle d'argento a cinque punte in campo rosso. Questo piccolo regno si trova nel sud del continente della Randland. All'estremo nord confina con la regione dei Fiumi Gemelli nell'Andor, attraverso la Foresta delle Ombre ed il fiume Manetherendrelle. A nord e ad est il confine con l'Altara è segnato dal Muro di Garen. A Sud confina con l'Amadicia, lungo le rive del fiume Eldar e dei suoi affluenti. Ad ovest le Montagne della Nebbia segnano il confine con Tarabon e la Piana di Almoth. La capitale è la città di Jehannah dove si trova il palazzo reale di Jheda.
ll Ghealdan, pur piccolo, era un tempo abbastanza solido, ma due eventi hanno contribuito a minarne le fondamenta: anzitutto l'ascesa di un Falso Drago locale, Logain Ablar che ha provocato una guerra devastante, terminata solo dopo l'intervento delle Aes Sedai. Subito dopo, senza che il paese avesse avuto il tempo di ristabilirsi, sono iniziate le scorrerie dei Fautori del Drago, fanatici guidati dal profeta Masema, che hanno completamente rivoltato ed indebolito il paese.
L'ordine sociale è infatti stato disarticolato con masse di popolazione che si sono aggiunte ai seguaci di Masema, mentre nel frattempo il re Joahnin moriva in circostanze misteriose. La successiva regina Ellizelle moriva poco dopo, per un sospetto suicidio, in seguito alla sua incapacità di disperdere i Fautori del Drago. Anche la successiva regina Teresia rimase al governo per poco tempo, dopo essere stata costretta ad abdicare, per essere stata costretta da Masema a sposare un non-nobile. L'attuale regina è Alliandre, che con una certa abilità ha saputo placare Masema e poi per proteggere il suo paese si è dichiarata vassalla di Perrin Aybara e tramite lui del Drago Rinato.

### Illian

Bandiera del regno di Illian

Il regno di Illian è uno dei principali Stati del continente della Randland; si trova a sud affacciato al Mare delle Tempeste. Il paese viene descritto con molte somiglianze con la Grecia, mentre l'autore in una intervista aveva affermato che gli abitanti di Illian parlano un inglese con un accento olandese. Il regno di Illian confina ad ovest con l'Altara e a nord con il Murandy, mentre ad est i confini sulle Piane di Maredo, contese a Tear, restano incerti. A sud il paese si protende con una tozza penisola nel Mare delle Tempeste. La capitale, la grande e potente città stato di Illian si trova all'estremità meridionale di questa penisola, alla foce del lungo fiume Manetherendrelle, che nei pressi della città si apre in una grande baia portuale, la più grande al mondo. Illian non ha mura ma è difesa dalla sua potente flotta e da una grande serie di canali, che si intersecano anche all'interno della città stessa. Gli uomini di Illian hanno la caratteristica di farsi crescere la barba, ma di tenere tagliati i baffi sopra il labbro superiore. Le nobildonne Illianesi indossano vestiti drappeggiati e dal taglio basso sul corpetto, raccolgono i capelli con nastri d'oro e portano sandali dorati.
Illian ha tre organi governativi: il Re (che indossa la cosiddetta Corona di Alloro), il Consiglio dei Nove (composto dai nove nobili più influenti) e l'Assemblea; in teoria questi tre organi si dividono i poteri, in realtà essi si ostacolano e paralizzano molto spesso a vicenda, lasciando di conseguenza molte libertà al resto della popolazione, una cosa rara rispetto a quanto avviene altrove. Il gruppo militare dei Compagni di Illian, che costituiscono la guardia scelta del re e l'élite militare del regno. Di questo corpo d'élite possono entrare a far parte gli stranieri, i quali possono raggiungere anche i più alti gradi. Dei Compagni fece parte Tam al'Thor che divenne Secondo Capitano e ottenne una spada con il marchio dell'airone avendo vinto correttamente un duello all'ultimo sangue. Illian ha una lunga storia di rivalità con la vicina Tear, sia per questioni commerciali, che per il possesso delle Piane di Maredo. Durante la Guerra dei Manti Bianchi Illian si schierò a favore dell'Altara e Re Mattin Stepaneos venne fatto prigioniero, ma nonostante una brillante operazione dei celebri Compagni per liberarlo, fu costretto a pagare un riscatto ai Figli della Luce. Recentemente il Reietto Sammael ha assunto il potere ad Illian, sedendo nel Concilio dei Nove sotto la falsa identità di Lord Brend. Dopo che il Drago Rinato ha conquistato la città e Sammael è stato eliminato, il Concilio dei Nove gli ha offerto la corona (da allora chiamata Corona di Spade, anziché d'Alloro) perché il legittimo sovrano Mattin Stepaneos den Balgar risultava scomparso; in seguito, nel Libro IX si scoprirà che il re è stato rapito da emissari di Elaida. Dopo essere diventato Re, il Drago ha nominato come proprio Sovrintendente Lord Gregorin. In seguito il Lord Drago ha respinto l'avanzata dei Seanchan dall'Altara verso Illian ed ha lasciato nel paese numerose truppe ed Asha'man, per prevenire ulteriori invasioni. Nel Libro XIII l'Amyrlin Egwene propone a Mattin Stepaneos di ritornare ad Illian e nel frattempo mantiene una fitta corrispondenza con Lord Gregorin, per indurlo ad appoggiarla, recandosi alla Piana di Merrilor.

### Kandor

Bandiera del Kandor

Il Kandor è un regno del continente della Randland, che si trova nel nord, tra le Terre di Confine. Lo stendardo di Kandor è costituito da un cavallo rosso rampante in campo verde. Questo regno confina ad ovest con la Saldea nella zona chiamate la Piana delle Lance, ad est invece confina con l'Arafel; al nord confina con la Grande Macchia che avanza incombente dalle Montagne di Dhoom. A sud invece confina che le vaste praterie spopolate che portano verso Tar Valon. Il clima è molto rigido, come in tutte le Marche (o Terre) di Confine. Tutte le città di Kandor sono costruite come delle munite fortezze, vista la vicina e costante minaccia proveniente dalla Macchia. Anche la capitale Chachin è una imponente fortezza, essa si trova verso i confini settentrionali ed è stata costruita su diverse colline, con più cerchi di mura concentriche attorno al palazzo reale, il palazzo Aesdaishar costruito sulle tre cime più alte della città.
Come per le altre terre al confine con la Macchia, la storia del Kandor è stata segnata dalla continua minaccia rappresentata dalle frequenti incursioni della Progenie dell'Ombra, provenienti proprio dalla Grande Macchia; questo ha provocato nel paese il formarsi di una società molto marziale, in cui tutti gli abitanti sono sempre pronti ad impugnare le armi in caso di pericolo. Gli uomini Kandori portano orecchini gemmati e barbe con una tipica doppia punta, inoltre i Kandori sono famosi mercanti (gli appartenenti alla Gilda dei Mercanti di Kandor si distinguono per una serie di catene d'argento che portano sul petto).
Nel Libro XIII viene annunciato che Kandor, assieme alle altre Marche di Confine, è stato invaso dalle orde della Progenie dell'Ombra.

### Le Terre di Confine (o Marche di Confine)
Sono paesi dal clima rigido, posti a settentrione, lungo i confini della Grande Macchia e le montagne di Dhoom. Erano cinque regni, ma ormai uno di essi è stato inglobato nella Grande Macchia. Sono tutte nazioni molto marziali data la minaccia continua rappresentata dalla Grande Macchia. Sono i regni di Saldea, Kandor, Arafel, Shienar e lo scomparso Malkier.

### Malkier

Bandiera del Malkier

Il Malkier è un regno del continente della Randland, che si trova nel nord, tra le cosiddette Marche di Confine. Lo stendardo del Malkier è costituito da una gru dorata che spicca il volo. Il Malkier era una nazione montana collocata nell'angolo di nord-est del continente della Randland. Dallo Shienar, posto poco più a sud, si accedeva al Malkier attraverso il Passo Tarwin. La capitale era detta le Sette Torri e sorgeva in una zona caratterizzata dalla presenza di numerosi bacini d'acqua dolce e perciò chiamata i Mille Laghi. Attualmente il Malkier risulta totalmente invaso e ricoperto dalla vegetazione malsana della Grande Macchia.
Dopo aver resistito per millenni contro la presenza vicina ed incombente di Shayol Ghul, il Malkier cominciò a venire inghiottito dalla Grande Macchia verso l'anno 953 della Nuova Era, lo stesso anno in cui nacque al'Lan Mandragoran figlio dell'ultimo re, al'Akir Mandragoran e della regina el'Leanna. In quegli stessi anni le Sette Torri, che erano la fortezza chiave del regno e probabilmente la sede dei re, caddero in seguito al tradimento perpetrato da parte di alcuni esponenti collaterali della stessa famiglia reale. Gli uomini del Malkier portavano per costume capelli lunghi, tenuti raccolti indossando attorno al capo una fascetta di cuoio intrecciato, chiamato hadori. Le donne portavano capelli molto lunghi e fluenti sulle spalle, inoltre come segno distintivo, si dipingevano una piccola macchia in mezzo alla fronte, detta ki'sain, di colore blu le fanciulle, rosso le donne sposate e bianco le vedove. Queste usanze sono state mantenute da alcuni Malkieri che si sono rifugiati nelle altre Terre di confine.

### Manetheren

Bandiera del Manetheren

Il Manetheren (che nella Lingua Antica significa "Montagna Patria") è un regno estinto. Il Manetheren fu uno Stato potente, ma non troppo grande. Il centro del regno era costituito dall'attuale regione dei Fiumi Gemelli, nel regno di Andor, mentre più a sud si estendeva nella Foresta delle Ombre a sud del Manetherendrelle (chiamato oggi dagli abitanti del luogo Fiume Bianco), nella zona oggi occupata dal Ghealdan e nella parte settentrionale dell'Altara: il confine meridionale era costituito dagli antichi regni di Aelgar ed Eharon. Ad ovest era delimitato dalle Montagne di Nebbia e dal regno di Safer, mentre a nord comprendeva anche la zona di Baerlon e Whitebridge fino alla sponda dell'Arinelle (eccetto la città di Aridhol); ad est i suoi confini arrivavano all'Arinelle e al Manetherendrelle, oltre i quali si trovava il Coremanda. La sua capitale, chiamata anch'essa Manetheren, sorgeva ai piedi delle montagne ed era una città molto bella, infatti fu edificata dai costruttori Ogier, perciò aveva una Porta delle Vie, eretta durante la costruzione della città, ed un Boschetto Ogier (il più bello del mondo ai suoi tempi eccetto quello di Tar Valon). Oltre alla capitale, sono noti solo tre nomi di città del Manetheren: Corartheren (di cui nulla di più si sa), Jara'copan (situata da qualche parte a sud della capitale ai piedi delle Montagne di Nebbia) e Shanaine (che sorgeva dove oggi si trova Jehannah).
Il regno di Manetheren si formò dopo la Frattura del Mondo; fu uno di quelli che strinse il Patto delle Dieci Nazioni, ed a quel tempo era governato da Sorella ay Marena. Poco si sa della sua storia prima delle Guerre Trolloc, ma dovevano esserci dei contrasti tra il Manetheren e un'altra delle Dieci Nazioni, il Safer: sappiamo infatti (la vicenda viene cantata da Jasin Natael agli Aiel ad Imre Stand in una canzone chiamata Il passo di Midean) di una battaglia al passo di Midean in cui re Aedomon del Safer aveva attaccato re Buiryn del Manetheren, e dopo tre giorni di combattimento Buiryn e tutti i suoi soldati furono uccisi. Durante le Guerre Trolloc, il Manetheren fu uno dei più forti oppositori del Tenebroso e perciò venne chiamato "la spada che non può essere smussata" e "una spina nel piede del Tenebroso". Quando Aridhol, per i consigli che Mordeth forniva al re Balwen Mayel, cominciò ad appassire e a diventare Shadar Logoth, re Thorin al Toren al Ban del Manetheren mandò suo figlio Caar a riconvertirla alla Luce; ma Caar fu imprigionato e, quando riuscì a scappare, fu costretto a recarsi nelle Marche di Confine dove morì. Il trono passò da Thorin al figlio di Caar, Aemon al Caar al Thorin, l'ultimo dei re di Manetheren. Un'armata di Trolloc attaccò il Manetheren sotto il suo regno mentre il re e il suo esercito erano altrove; essi ritornarono rapidamente in patria, e combatterono contro forze soverchianti per dieci giorni, ma furono traditi dall'Amyrlin Seat di allora, Tetsuan, che era invidiosa dei poteri della regina, l'Aes Sedai Eldrene ay Ellan ay Carlan, e aveva convinto le altre nazioni a ritardare gli aiuti al suo regno. Re Aemon combatté aspramente (nei pressi dell'attuale villaggio di Emond's Field, che da lui prese nome), ma alla fine fu ucciso ed il suo esercito completamente annientato; la regina Eldrene scatenò il suo Potere nel tentativo di uccidere i generali nemici, ma incanalò troppo e distrusse se stessa e la capitale. Dopo questo colpo, il Manetheren cessò di esistere; i profughi, tornati in seguito in patria, rifondarono piccole comunità che sarebbero diventate i villaggi dei Fiumi Gemelli.
Durante i secoli ci furono diversi tentativi di rifondare il Manetheren, ma fallirono tutti. Nel periodo narrato nei libri de La Ruota del Tempo, Perrin Aybara, dopo essere divenuto lord Perrin dei Fiumi Gemelli, governò la regione sotto il vessillo dell'Aquila Rossa (il simbolo del Manetheren); nello stesso tempo, dopo la battaglia tra gli Aiel e Cairhien, il suo amico Matrim Cauthon rifondò la Banda della Mano Rossa (Shen an Calhar nella Lingua Antica), un corpo speciale dell'antico esercito del Manetheren.

### Murandy

Bandiera del Murandy

Il Murandy è un piccolo regno del continente della Randland, che si trova nel bel mezzo delle terre occidentali. Lo stendardo del Murandy è costituito da un toro rosso al passo, con sullo sfondo cinque bande verticali, tre blu e due d'argento. Questo piccolo regno si trova a sud dell'Andor, con il quale ha avuto molto spesso dei problemi nella definizione dei confini; ad ovest confina con l'Altara dove il grande fiume Manetherendrelle segna un lungo tratto; più a sud il Murandy confina con Illian, mentre il confine verso est e le Colline di Kintara, è segnato da un affluente del Manetherendrelle, il fiume Cary. Il territorio è perlopiù pianeggiante o collinare ed il fiume Shorn attraversa il paese da nord-est a sud-ovest, passando dalla capitale, prima di gettarsi a sua volta nel Manetherendrelle. La capitale del regno è Lugard, che è una città quasi in rovina, ma che rimane comunque abbastanza importante e relativamente prospera, perché posta al centro di importanti vie commerciali e di comunicazione tra il nord ed il sud del continente. Lugard un tempo era circondata da mura che però ormai sono in gran parte crollate.
Gli uomini provenienti dal Murandy sono piuttosto riconoscibili perché solitamente portano due grandi baffi incerati a punta. Il Murandy è una monarchia ereditaria e l'attuale sovrano è Roedran Almaric do Arreloa a'Nalo; al di là della capitale, egli ha pochissima autorità sul paese, dominato da una fiera nobiltà. Infatti i Murandyani, come nella vicina Altara, sentono poco il senso dell'unità della nazione ed i vari signori locali godono di una quasi indipendenza. L'unica ragione per la quale viene mantenuta la monarchia, vien dal fatto che il re è l'unica autorità in grado di unire e far cooperare di tanto in tanto i vari lord locali, in caso di minacce da parte dei paesi confinanti, ben più potenti. Il Murandy gioca un ruolo davvero minore nella politica del continente e la mancanza di un effettivo potere centrale, causa una effettiva incapacità del paese di saper difendere se stesso. Recentemente però Re Roedran è stato capace di rafforzare un poco la sua posizione grazie alla presenza minacciosa sul suo territorio, degli eserciti delle Aes Sedai ribelli di Salidar e della Banda della Mano Rossa. In quest'ultimo caso ha addirittura assoldato segretamente la Banda, a quel tempo guidata da Talmanes, proprio per rafforzare il proprio potere.

### Saldea

Bandiera della Saldea

Bandiera della Casa Bashere

Bandiera del Traditore

La Saldea è un regno del continente della Randland, che si trova nel nord ovest, tra le Terre di Confine. L'autore in una intervista aveva affermato che gli abitanti della Saldea parlano un inglese con un accento arabo. Lo stendardo della Saldea è costituito tre pesci d'argento disposti verticalmente in palo su campo blu. Questo regno è la più estesa e la più occidentale delle Marche di Confine.  Ad est confina con il Kandor nella zona chiamate la Piana delle Lance; al nord confina con la Grande Macchia che avanza incombente dalle Montagne di Dhoom. A sud ovest confina che le vaste zone spopolate che portano verso l'Arad Doman, a sud est con zone boscose e confinanti con le Praterie di Caralain, che risultano altrettanto disabitate. Infine ad ovest la Saldea si affaccia sull'Oceano Arith, ma con una costa, chiamata la Fine del Mondo, formata da pareti rocciose ed alte scogliere a picco sul mare e perciò risulta priva di porti. Il clima è molto rigido, come in tutte le Marche (o Terre) di Confine. La capitale del regno è la città di Maradon, porto fluviale sull'Arinelle ed unico ponte sul fiume a nord di Whitebridge nell'Andor.
Come per le altre Terre al Confine con la Macchia, la storia della Saldea è stata contrassegnata dalla continua minaccia rappresentata dalle frequenti incursioni della Progenie dell'Ombra, provenienti da nord. Questo ha provocato nel paese il formarsi di una società molto marziale, in cui tutti gli abitanti sono sempre pronti ad impugnare le armi in caso di pericolo. I Saldeani non sono molto alti, hanno occhi a mandorla scuri, capelli neri, gli zigomi pronunciati ed il naso adunco, rassomigliando in queste caratteristiche ai popoli andini. Sono anche famosi come agilissimi cavallerizzi, tanto abili quanto agguerriti. Gli uomini solitamente portano folti baffi ed usano spade serpentine. Un prodotto tipico del paese è il cosiddetto pepe o peperone dei ghiacci, molto piccante. Inoltre sono celebri le gemme estratte nelle miniere della regione.

### Shara
La terra di Shara è una misteriosa nazione che si colloca a sud-est rispetto al continente principale della Randland. Oltre che come Shara, questa terra è conosciuta presso i vari popoli anche con altri nomi: Shamara, Co'dansin, Tomaka, Kigali e Shibouya. Verso nord ovest Shara confina con la Desolazione Aiel, lungo tutta una serie di pareti rocciose altissime, verso sud ovest invece il confine è tracciata da una lunghissima e profondissima fenditura nel terreno, la Grande Faglia; verso l'estremo nord confina con la Grande Macchia, lungo il prolungamento orientale delle Montagne di Dhoom, mentre in tutte le altre direzioni è circondata dagli oceani, con la sua punta meridionale che si spinge appena oltre l'equatore. Nel suo complesso Shara è grande quasi il doppio rispetto al continente occidentale, ma solamente una minima parte risulta popolata, infatti la maggior parte del territorio è occupata da foreste e da altre zone inospitali o disabitate.
Gli Sharani sono un popolo particolarmente isolato rispetto agli altri, un popolo che difende ferocemente i propri segreti. Gli stranieri possono entrare in contatto con Shara solo attraverso undici città commerciali, sei disposte ai confini del deserto Aiel, dove giungono le piste da Cairhien, le altre invece sono porti collocati lungo la costa meridionale. Le città commerciali aperte agli stranieri sono circondate da alte mura, senza vista verso il paese. Chiunque cerchi di oltrepassarle o anche solo di salire sulle mura, viene immediatamente messo a morte. Anche i navigatori che sbarcano sulle coste di Shara al di fuori dei porti aperti, sia volontariamente che per naufragio, vengono immediatamente uccisi. Gli Sharani sono conosciuti come un popolo truffaldino e mentitore, perciò i commercianti che trattano con loro devono sempre attentamente controllare le merci che vengono scambiate. Il commercio con gli Sharani è sempre rischioso, non solo per le truffe che si possono subire, però se il commercio riesce, esso è anche molto lucroso, perché infatti da questa terra provengono merci preziose, come l'avorio o la seta, sulla quale Shara detiene il monopolio. Gli Aiel e gli Atha'an Miere sono i due popoli che commerciano principalmente con gli Sharani. Anche i Cairhienesi avevano ottenuto dagli Aiel il privilegio di commerciare con Shara, attraverso il loro territorio, finché il gesto sconsiderato di Re Laman, che ha offeso gravemente gli Aiel, non ha portato Cairhien al disastro. Anche a Shara esistono gli incanalatori e sono chiamati Ayyad. Per distinguersi dal resto della popolazione, essi sono tatuati in una maniera particolare. Come rivela Graendal (nel Libro VI, capitolo 6), gli Ayyad vivono in alcune località completamente isolate dal resto della popolazione, e chiunque cerchi di entrarvi, viene eliminato. Gli incanalatori maschi non vengono uccisi subito, ma vengono mantenuti in vita nell'estrema ignoranza ed usati dalle incanalatrici per riprodursi. Essi vengono effettivamente eliminati solo quando compiono i 21 anni o anche prima, se mostrano i primi segni di aver cominciato ad incanalare.
Gli Sharani vengono governati da un monarca assoluto non incanalatore, chiamato Sh'boan se femmina, o Sh'botay se maschio. I sovrani Sharani regnano ciascuno esattamente per sette anni e poi muoiono apparentemente per cause naturali, e la maggioranza della popolazione pensa che questo sia un disegno del destino; in realtà i veri governatori occulti del paese sono gli Ayyad, che ogni sette anni eliminano il sovrano regnante, sostituendolo con il suo coniuge vedovo, di sesso opposto, e che viene fatto risposare. Il Grande Imperatore Artur Hawkwing, nel passato inviò una grande spedizione per conquistare Shara, ma il tutto si risolse in un completo fallimento e nessun membro della spedizione fece mai ritorno. Nel Libro XIV il Reietto Demandred mette a disposizione dell'Ombra l'esercito Sharano e più di quattrocento Ayyad, provocando moltissimi danni alle forze della Luce. Nel racconto "Fiume di Anime" estrapolato per scelta editoriale dal Libro XIV, si scopre come inizialmente Demandred, alla ricerca di un potente sa'angreal, abbia guidato involontariamente una rivolta di schiavi e liberato gli Ayyad maschi, per poi guadagnarsi la fedeltà della maggior parte delle Ayyad femmina, in seguito ad una cruenta guerra, che ha sconvolto la regione sharana. Infine dopo una prova con un Jumara, conquista il definitivo controllo di Shara, con il titolo di Wyld.

### Shienar

Bandiera dello Shienar

Lo Shienar è un regno del continente della Randland, che si trova a nord-est. Lo stendardo dello Shienar è costituito da un falco nero calante in un campo fasciato di tre bande di blu e due di bianco. Il regno si trova nell'estremo angolo nord orientale del continente ed è una delle Marche (o Terre) di Confine, infatti a nord vi è la costante minaccia rappresentata dalla Grande Macchia, che avanza oltre le Montagne di Dhoom. Ad est lo Shienar confina con la Dorsale del Mondo, a sud il fiume Erinin segna il confine con le terre un tempo appartenute all'Hardan, mentre ad ovest il fiume Mora segna il confine con l'Arafel. Attraverso il passo Tarwin, sulle Montagne di Dhoom, lo Shienar è in comunicazione con il territorio del perduto regno del Malkier, mentre attraverso i passi Niamh, sulla Dorsale del Mondo il regno è in comunicazione con la Desolazione Aiel. Come nelle altre Terre di Confine, il clima di questa nazione è molto rigido. Tutte le città Shienaresi sono costruite come delle munite fortezze, vista la vicina e costante minaccia proveniente dalla Macchia. La capitale è Fal Moran, mentre altre città-fortezza degne di nota sono Fal Dara e Ankor Dail, la città di Medo è un importante porto fluviale sulla riva est del Mora.
Come in tutte le Terre di Confine, la minaccia della Macchia ha forgiato nello Shienar una società molto marziale, tutti gli abitanti sono perciò pronti ad impugnare le armi in caso di pericolo. I soldati Shienaresi hanno la caratteristica di rasarsi completamente la testa, tranne un piccolo e lungo codino che dalla cima del capo, scende fluente sulla schiena. Un costume particolare degli Shienaresi e ritenuto molto imbarazzante dagli stranieri, è quello di fare il bagno in comune, completamente nudi, maschi e femmine, in grandi vasche dall'acqua riscaldata.
La storia dello Shienar è stata caratterizzata oltre che dalla minaccia costante della Macchia, anche dalle incursioni degli Aiel lungo il confine orientale. La minaccia più recente che ha dovuto affrontare il regno è stata descritta nel Libro I della saga, quando un'apparentemente inarrestabile invasione della Progenie dell'Ombra è stata fermata grazie all'intervento di Rand al'Thor.
Nel Libro XIII viene annunciato che l'Arafel, assieme alle altre Marche di Confine, è stato invaso dalle orde della Progenie dell'Ombra.

### Tarabon

Bandiera di Tarabon

Bandiera del Panarca di Tarabon

Tarabon è uno dei principali Stati del continente della Randland. Lo stendardo di Tarabon consiste in un albero d'oro eradicato su un campo barrato in verticale con quattro barre rosse e tre bianche. Tarabon si trova nell'ovest del continente ed è affacciato sull'oceano Arith. A nord confina con la Piana di Almoth, spessa contesa all'Arad Doman, a est confina con le Montagne della Nebbia e l'Amadicia, a sud con la Costa delle ombre, una territorio desertico. La capitale di Tarabon è la grande città di Tanchico, costruita su tre diverse penisole divise da profonde baie portuali. Per costume sia maschi sia femmine portano un velo davanti al viso e inoltre le donne acconciano i capelli con numerosissime treccine, ornate di perline.
Tarabon costituiva un regno piuttosto prospero e potente, che spesso ha conteso ai vicini Domanesi la Piana di Almoth. Esso solitamente veniva governato da un Re (sempre maschio, per linea di successione ereditaria) e da una Panarca (sempre femmina, eletta dall'Assemblea), che si dividevano i poteri esecutivi. L'ultima libera Panarca di Tarabon è stata Amathera, mentre l'ultimo re è stato Andric, ucciso in battaglia dai Seanchan. Dopo la conquista del paese, i Seanchan hanno sostituito entrambi con personalità a loro fedeli. All'inizio della saga Tarabon viene descritto come caduto preda dei disordini causati dai Fautori del Drago e poi dalla guerra civile. Nel corso del libro quarto e del quinto libro, alcuni episodi di rilievo della saga si svolgono a Tanchico e poi nel resto del paese. La capitale risultava invasa da profughi e ridotta alla fame, mentre i Manti Bianchi e l'Ajah Nera fomentavano il disordine con le loro mosse. Amathera stessa venne tenuta prigioniera nel suo palazzo dall'Ajah Nera e in seguito venne liberata da Elayne e Nynaeve. Infine i Seanchan, approfittando della situazione caotica, hanno avuto facile gioco a impadronirsi dell'intero paese.